# 核武器擁有國列表

核武器擁有國家之分布地圖：
《不擴散核武器條約》中提及的5個擁有核武器之國家（美國、法國、中國、英國、俄羅斯）
《不擴散核武器條約》之外其他擁有核武器之國家（印度、巴基斯坦、朝鮮）
被視為擁有核武器之國家（以色列）
參與北大西洋公約組織或俄白聯盟共有核武器政策之國家（白俄羅斯、比利時、德國、荷蘭、土耳其、義大利）
曾經擁有核武器的國家（南非、哈薩克、烏克蘭）

目前全世界一共有8個主權國家已經成功試爆核武器，而《不擴散核武器條約》的內容則認定聯合國安全理事會的5個常任理事國為「核武器擁有國」，其中各國成功獲得核武器的先後次序分別為美國、俄羅斯（繼承蘇聯）、英國、法國、中國。自從1972年《不擴散核武器條約》簽訂之後，包括印度、巴基斯坦、朝鮮3個未簽署該條約之國家也陸續展開自己的核武器計劃。朝鮮雖曾於1985年正式同意《不擴散核武器條約》，然而在2003年宣布退出協議內容。以色列也被廣泛認為具有核武器的存在，但以色列政府一直拒絕證實或者否認這一消息，不過也曾經間接透露已經進行了核武器試驗。對於這些已經確認擁有核武器或者被廣泛認為擁有核武器的國家，有時候也會將它們稱作「核武俱樂部」，亦称之为“核大国”。

## 估計數量
1986年冷戰高峰時，全世界共有70,300枚能立即投入作戰的核武器，2019年則只有3,750枚核武器能夠立即投入作戰，而全世界核武器總數仍然有13,890枚之多。不過一方面除了俄羅斯與美國由於在簽署許多相關條約的同時也對彼此的核武器進行獨立查核外，很多國家的核武器估計數量可能因為某些因素而相當不可靠。另一方面許多仍能使用的核武器由於並未實際佈署而必須另外計算，其中在《美俄裁減戰略攻擊武器條約》簽署後仍然有大量核武器彈頭庫存仍然等待雙方處理，而主要處理的方式之一便是將其中的核裂變物質於核反應爐循環使用。很多宣告「退役」的彈頭實際上只是簡單地儲存或者拆除部分結構，並非將其徹底破壞。
以下為承認擁有核武器的主權國家的列表，並且列出這些國家目前擁有的彈頭数量以及第一次測試核武器之年份等資料：
| 國家                                            | 彈頭數量 （佈署／總數）                                                                                              | 首次核測試                       | 最後一次核測試                               | 《全面禁止核試驗條約》簽署情況 |
| ----------------------------------------------- | --- | -------------------------------- | -------------------------------------------- | ------------------------------ |
| 《不擴散核武器條約》中提及的5個擁有核武器之國家 | |                                  |                                              |                                |
| 美国                                            | 1,770/3748 | 1945年的三位一體核試             | 1992年的儒略行動                             | 簽署條約                       |
| 俄羅斯                                          | 1,710枚／5,580枚 | 1949年的RDS-1原子彈試驗          | 1990年10月24日                               | 簽署條約                       |
| 英国                                            | 120枚／215枚 | 1952年的颶風行動                 | 1991年的巨林·布里斯托核試驗（Julin Bristol） | 正式批准                       |
| 法國                                            | 280枚／300枚 | 1960年的藍色跳鼠核試驗           | 1996年的克蘇托斯核試驗（Operation Xouthos）  | 正式批准                       |
| 中国                                            | 未知 - 据美国国防部官员或政府指控估计数量在500枚（2023年） - 中国政府公开承认只有和英國相近的200枚的水平（2004年）。 | 1964年的596工程                  | 1996年7月29日的地下核武器測試                | 簽署條約                       |
| 非《不擴散核武器條約》提及但擁有核武器之國家    | |                                  |                                              |                                |
| 印度                                            | 未知／130枚至140枚                                                                                                   | 1974年的微笑佛陀核試驗           | 1998年的博克蘭-II核試驗（Pokhran-II）        | 尚未簽署條約                   |
| 巴基斯坦                                        | 未知／140枚至150枚                                                                                                   | 1998年的賈蓋-I核試驗（Chagai-I） | 1998年的賈蓋-II核試驗（Chagai-II）           | 尚未簽署條約                   |
|                                                 | 20-30枚 | 2006年的核武器試驗               | 2017年9月的核武器試驗                        | 退出                           |
| 尚未申明擁有核武器的國家                        | |                                  |                                              |                                |
| 以色列                                          | 未知／60-400枚 | 可能為1979年船帆座事件的起因     | 未知                                         | 簽署條約                       |

## 常任理事國

### 美国

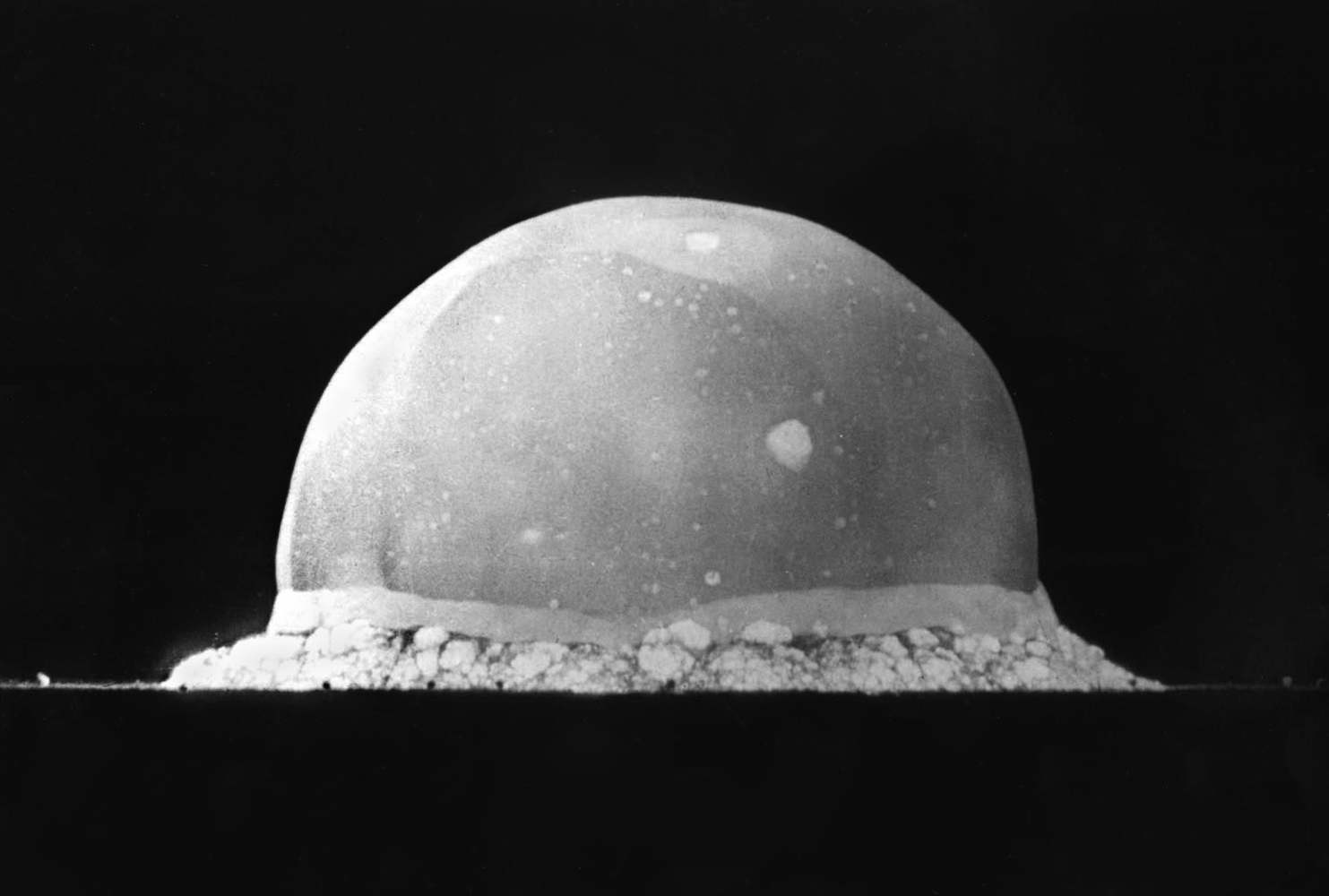
三位一體核試中核爆炸後0.016秒出現的火球，攝於1945年7月16日

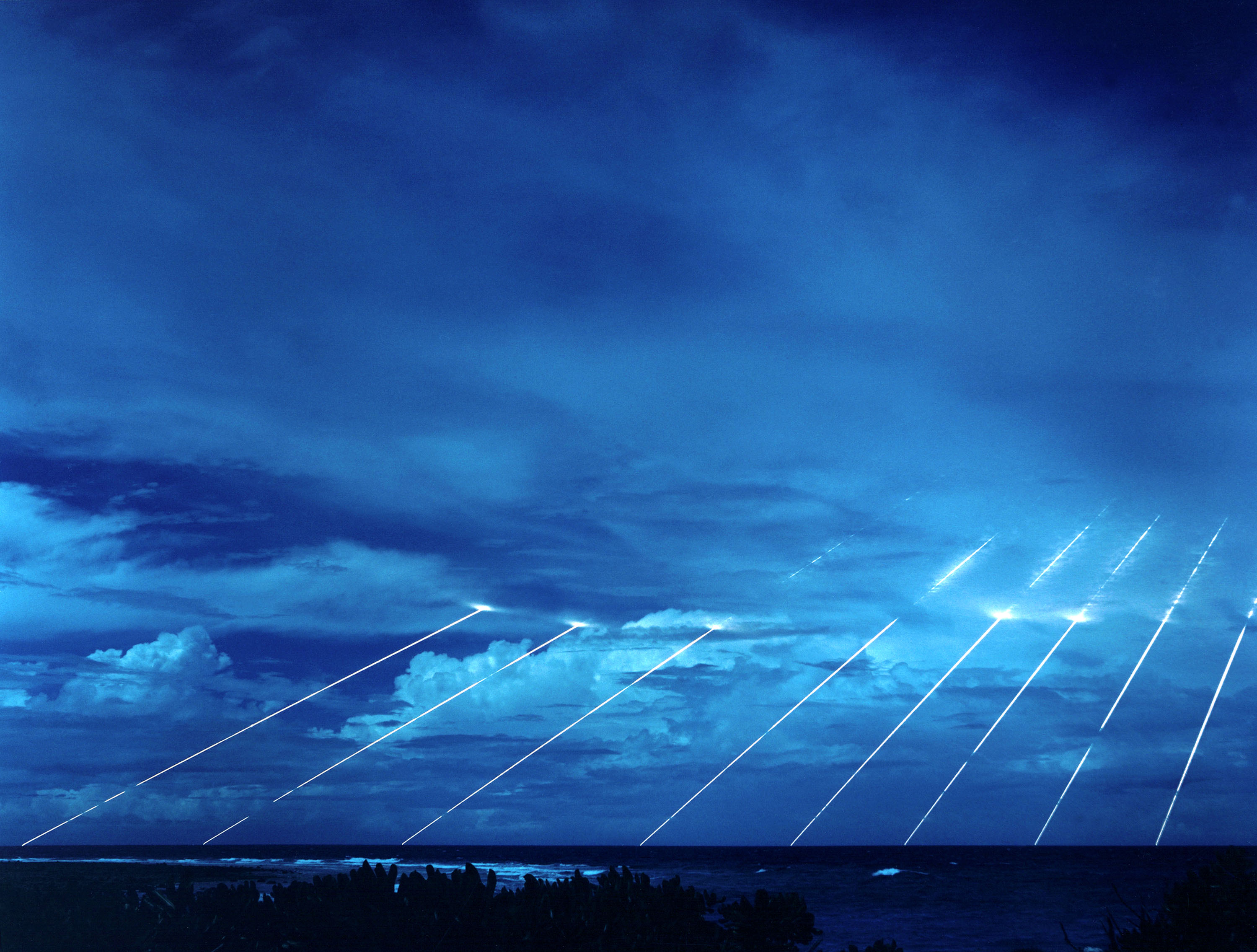
在馬紹爾群島瓜加林環礁的LGM-118A和平守護者飛彈多目標重返大氣層載具重新返回大氣層測試，其中8顆來自同一枚飛彈的核子彈頭都具有25倍投在廣島市的小男孩原子彈之爆炸威力

第二次世界大戰時為了因應納粹德國可能比同盟國更早發展出核武器，美國在1940年代開始與英國和加拿大合作進行列為機密的曼哈頓計劃。1945年美國在三位一體核試之中成功按照核分裂構想引爆第一枚核武器，1945年8月針對日本的廣島市和長崎市分别投下一枚原子彈，成為當前唯一一個曾經實際向敵對陣營使用核武器的國家，兩次原子彈爆炸估計造成超過200,000人死亡、130,000多人受傷。這一時期的核武器重量大約有5公噸，部隊必須藉由重型轟炸機才能將炸彈運往目標的上空投放。之後蘇聯也加緊開發自己的核武器計劃。1952年11月1日美國在埃內韋塔克環礁的常春藤麥克核試驗中成功引爆第一枚依照泰勒-烏拉姆設計方案設計的氫彈，成為世界上第一個發展出氫彈的國家。但在常春藤行動中所使用的氫彈是以液態氚方式儲存而並無任何實用價值，到1954年美國才在布拉沃城堡核試驗（Castle Bravo）中成功引爆可以投入戰場使用的氫彈。
1950年代初期，美國開發出重量更輕、體積更小的小型炸彈，得以藉由一般的前線作戰飛機作為核武器載具，之後包括搭載核彈頭的彈道飛彈、核炮彈以及核子地雷等也紛紛於美國陸軍服役，美國空軍部署了面對空飛彈以及空對空飛彈作為因應，美國海軍和海軍陸戰隊訓練海豹部隊執行小型核子水雷的特別任務。冷戰期間美國進行多達1,054多次的核試驗，也不斷對自身的核武器進行現代化更新並擴大其庫存量。1966年美國所擁有的核武器最高估計超過32,000枚，相當等於超過136萬枚在1945年8月於廣島投下之原子彈的總威力。1962年11月美國準備簽署《部分禁止核試驗條約》時便捨棄過去在地面上進行核測試的方式，改以地下核試的方式來避免放射性落下灰的汙染。1989年柏林圍牆倒塌後，美國的核彈頭數量降到22,217枚左右。1992年9月23日，已經簽署《全面禁止核試驗條約》的美國進行最後一次的核武器試驗；儘管1999年10月13日美國參議院拒絕批准《全面禁止核試驗條約》，美國軍方也開始改透過超級電腦進行多次的模擬測試來獲取可能結果。
1990年代之後，美國軍方將重點轉向持續維護冷戰時期的核武器儲備並嚴格管理，許多冷戰時期建造的設施也紛紛停用或者是經歷環境改造。美國能源部負責核裂變武器材料以及相關武器的回收工程，將其發包給指定的私人公司進行。例如1980年美國開始撤除冷戰時期所開發出威力最大的B53核彈（B53 nuclear bomb），並且於1997年將所有同類型的炸彈全數退役並且進行拆解工作。與此同時150枚經過現代化改裝的B-61戰術核子彈則自2011年開始在美國、歐洲和土耳其等地繼續服役，並且計劃在2018年時結束有關核武器的更新工程。儘管在2003年喬治·沃克·布希同意發展新一代掩體核炸彈（Nuclear bunker buster）等小型核武器的開發，但是在隔年則遭到美國國會刪除部分研究預算。2007年，美國一方面依照LGM-30義勇兵洲際彈道飛彈升級計劃的內容重新製造新的核子彈頭加以替換，另一方面則依照《新削減戰略武器條約》的要求逐步減少義勇兵三型洲際彈道飛彈的庫存量和部署系統。
據統計，1940－1996年間美國至少投入86,300億美元進行有關核武器設計的研究，其中自1945年開始美國軍方已經成功研發近100種不同類型的核武器，並且也持續研發出各式各樣的核載具來投射核彈頭。今日美國的核武器戰備由美國軍方負責製備、操作、維護、保管以及銷毀，且透過分別在陸上發射的洲際彈道飛彈、於空中投射的戰略轟炸機以及海底襲擊的彈道飛彈潛艇架構出所謂的「戰略鐵三角」上。基本上核武器的戰術運用由美國國防部轄下的美國戰略司令部負責管理、應用、策畫以及培訓，而實際上如果要投入核武器作戰則必須要事先取得美國總統的授權。2002年，美國和俄羅斯簽署《美俄裁減戰略攻擊武器條約》（Strategic Offensive Reductions Treaty），同意將核子彈頭的庫存減少至2,200枚以下。2003年，美國拒絕了俄羅斯提議將雙方的核武軍備減少至1,500枚的想法。2010年9月底，美國五角大廈公開表示大約保留了5,113枚核彈頭列為可以使用的狀態，其中1,968枚是隨時可以作戰並且部署完畢的戰略核彈頭，這數字還不包括4,600枚已經除役並且準備拆除的核武器，這使得它成為世界上部署最多核武器的國家，甚至還比排名第二的俄羅斯多出300枚。2010年的核武器使用報告中表示美國將把重心放在防止核恐怖主義和核擴散，持續減少核武器庫存量的同時也會繼續保有足夠的武器量，一方面與其他核武大國保持戰略平衡以阻止潛在的敵對勢力，另一方面也呼應美國承諾保護同盟國家的主張，同時在內容中還提到美國可能會對不願意遵守《不擴散核武器條約》的國家進行核武器打擊。
2021年10月6日，美国国务院表示美國共有3750枚现役与非现役核弹头。

### 俄羅斯

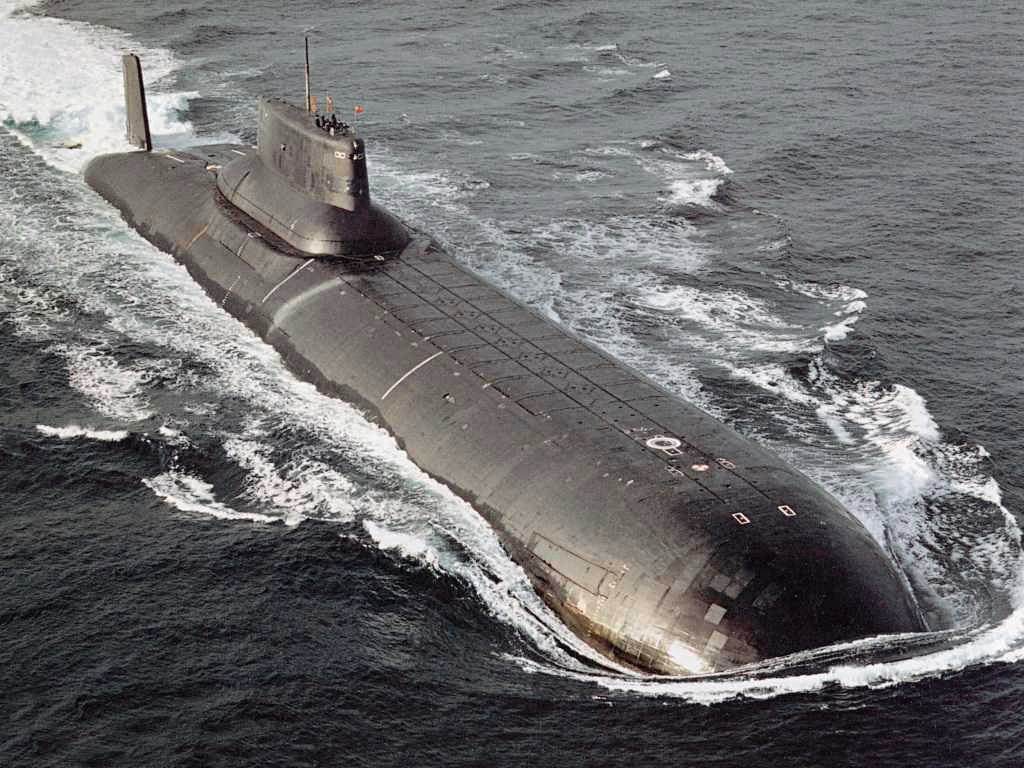
1970年代到1980年代陸續服役的颱風級核潛艇

第二次世界大戰結束後，蘇聯透過在曼哈頓計劃中所取得的情報資料展開了研發計劃，1949年8月29日於塞米巴拉金斯克試驗場成功試爆了第一枚核武器RDS-1原子彈，成為世界上第二個擁有核武器技術的國家，讓許多西方世界的軍事情報人員感到極為震驚。早在1940年，拉夫連季·帕夫洛維奇·貝利亞領導的內務人民委員會開始派遣情報人員蒐集有關核反應爐與核科技的資訊。1943年貝利亞在美國決定進行曼哈頓計劃後也跟進開始大規模蒐集核武器的研究報告，然而當時蘇聯為了與納粹德國的戰爭無法投注科技與資源進行核武器的開發，主要仍然是以針對炸彈的情報蒐集為主要工作。在第二次世界大戰後，蘇聯之所以緊接著投入大量資源來發展核武器，除了一方面擔心美國成為大國後將會獨占大規模殺傷性武器的使用外，另一方面史達林認為加速核武器技術的發展能夠讓蘇聯在冷戰時期取得軍事力量的平衡。在貝利亞的領導、許多核武器情報人員的間諜工作以及如英國物理學家克勞斯·富克斯所提供的資訊情形下，蘇聯早期的核武器都是以美國於長崎所投下的胖子為基準進行開發，並且於1946年時仿造美國的設備興建第一個屬於自己的核反應爐。一直到1951年時，蘇聯才研發出比胖子原子彈體積更小的原子彈。
1953年蘇聯試爆第一枚自己研發的試驗用氫彈RDS-6，成為世界上第一個真正成功把核融合技術應用於武器上的國家。1955年，蘇聯試驗了可以量產並於戰場中使用的氫彈RDS-37。蘇聯曾經計劃引爆人類歷史上威力最強大的沙皇炸彈，預計擁近5,000萬噸的爆炸威力。據估計，1988年蘇聯軍方約有45,000枚核彈頭隨時準備投入戰場。1991年蘇聯解體後，俄羅斯繼承了過去蘇聯軍方所開發的核武器，並陸續將蘇聯佈署於白俄羅斯、哈薩克和烏克蘭等前蘇聯加盟國的核武器重新運回俄羅斯。
今日俄羅斯的核武器主要由俄羅斯國防部轄下的第十二總局（12th Chief Directorate）負責管理，而軍方如果要啟動核武器的話必須先取得俄羅斯總統的授權，才能由戰略火箭軍負責操作核武器投入作戰。2002年5月，俄羅斯與美國達成協議，雙方應該在2012年1月31日將各自的核武器儲存量降至1,700枚到2,200枚左右。俄羅斯開始大量削減佈署於各地的核武器，許多洲際彈道導彈、潛射彈道導彈與相關的發射設備紛紛售出或者退役。其中在2005年到2008年期間，俄羅斯共除役了337枚彈道洲際飛彈以及119個發射坑道；俄羅斯還計劃於2020年出售399枚洲際彈道導彈以及潛射彈道導彈，並將260個發射井與相關設施加以除役，不過另一方面俄羅斯軍方亦不斷嘗試更新有關核武器運輸與投射裝備。這些措施使得俄羅斯軍方在2011年仍繼續部署共492輛、搭配近2,492枚彈道飛彈的車輛載具作為主要核武器平臺之一。著名的核武器庫存評估組織美國科學家聯盟認為蘇聯是全世界擁有最多核武器庫存量的國家，其他統計資料對於美國和蘇聯所擁有的核武器數量有各式各樣的說法。美國國務院的報告則指出俄羅斯大約擁有3,100枚核子彈頭，相比之下美國則有5,700多枚核彈頭可供使用。

### 英国

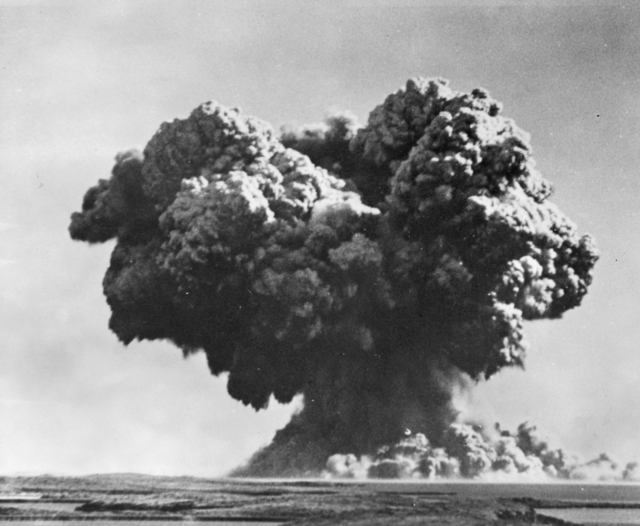
英國第一次核武器測試颶風行動產生的爆炸雲，攝於1952年10月3日

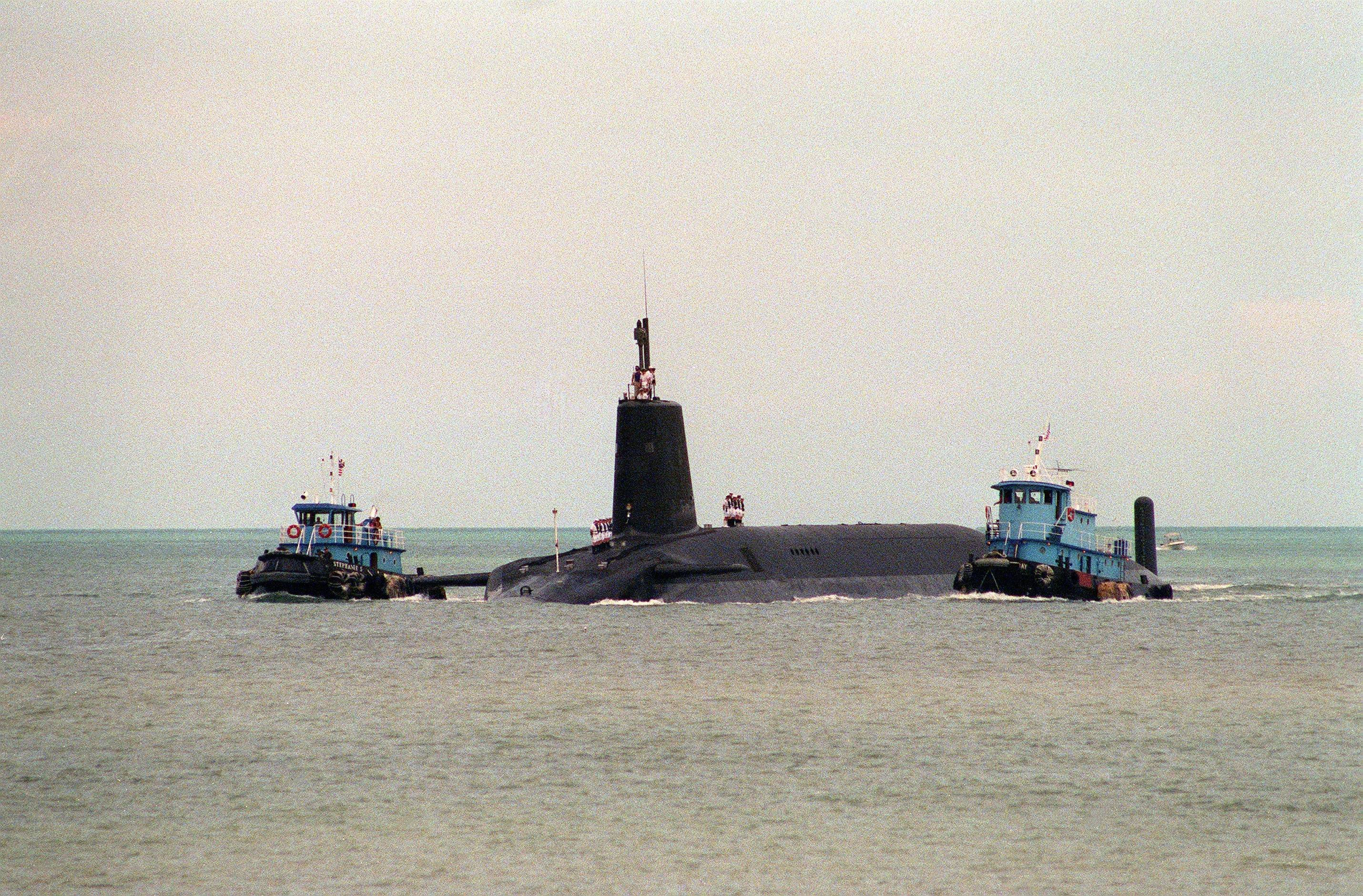
英國前衛級彈道導彈核潛艇在2艘拖船陪伴下抵達佛羅里達州的卡納維拉爾港（Port Canaveral）

英國與加拿大最早在1940年代初期便開始協助由美國推動的曼哈頓計劃，這使得英國很早就掌握了核分裂的技術、鈾等元素的臨界質量以及核武器的運用技術等。在曼哈頓計劃接近結束時，英國於1945年決定參考與美國在曼哈頓計劃合作時的資料另外研發核子動力與核武器，1947年由專攻爆炸衝擊波等流體動力學之物理學家威廉·彭尼（William Penney）負責領導和武器研發團隊。1947年英國成功興建第一座自己的核反應爐，並建設了能生產鈽的核子反應爐。1952年10月3日，英國在澳洲展開的颶風行動中成功試爆第一枚核武器，成為繼美國與蘇聯後第三個獨自開發出核武器技術的國家。這次於水面下12公尺處進行的核試驗總共約製造25萬噸的爆炸當量，並且在海底炸出深度大約6英呎、直徑350公尺的凹陷。早先英國所製造的原子彈大多是1949年從胖子改進而成，一直到1957年英國才順利研發出自己的氫彈技術，在格鬥行動（Operation Grapple）中成功試爆其第一枚氫彈。
英國發展核武器技術的原因是期望對蘇聯擁有獨立的嚇阻能力，同時也能保持自身的大國地位。1958年簽署《英美共同防禦協定》後，美國和英國開始就核戰爭安全問題進行廣泛的合作，包括相關科學數據以及鈽等原料的特殊交流。冷戰期間英國架構出以V型戰略轟炸機和彈道飛彈潛艇為主軸的核武器運用模式，1957年還開發過非常特殊的核子地雷，這款名為「藍孔雀」的地雷計劃部屬在西德的運河和設施中，一旦發生移動、破壞等變化或是只要定時啟動就會引爆，以拖延蘇聯的進攻，好讓北約在入侵中撤退，除了7噸多的笨重體型之外還很有趣——活雞動力，因為冬天部屬下電子裝置會失去功用，解決之道之一是在炸彈裡面養雞，彈體的雞舍中放入飼料和水適量，雞作為熱源可以讓地雷運作約一週，設計之怪異，在2004年解密時還一度以為是笑話，為此英國官方還特地證實真的有這種核彈。在1960年英國開始試圖獨立研發的藍光飛彈（Blue Streak）取消之後，其核武器便主要以向美國洛克希德·馬丁等公司購買武器系統的技術、接著由原子武器研究機構（Atomic Weapons Establishment）負責核彈頭製備的方式運作。1968年，英國以擁有核武器國家的身份簽署並且批准了《不擴散核武器條約》。1998年戰術性質的WE.177核彈宣告退役後，英軍核武器的打擊平台主要依靠佈署於蘇格蘭克萊德海軍基地（HMNB Clyde）的4艘前衛級核潛艇，這也使英國成為聯合國安全理事會常任理事國中唯一一個僅靠潛艇作為核武器平台的國家。每艘前衛級潛艇都配備有16枚可搭配多目標重返大氣層載具的三叉戟飛彈，而包括所有子彈頭在內最多可以搭配192枚核彈頭。英國政府在1998年宣布每艘潛艇將只會攜帶48枚核彈頭，也就是說平均只有3%的導彈是作為核武器平臺運用，但這項限制也意味著英國能夠讓更多導彈少量配備核子彈頭來加以運用之。英國依照《北極星銷售協議》（Polaris Sales Agreement）向美國海軍購買了58枚三叉戟飛彈，也獲得對導彈進行修改的權力；協議中英國負責核子彈頭的配置以及維修工作，美國只是提供有關導彈的技術協助，不能干涉英國對於核武器的使用方式。自從1954年開始英國允許美軍在境內部署核武器，1980年還在莫爾斯沃思皇家空軍基地（RAF Molesworth）安置了BGM-109G陸射巡弋飛彈（BGM-109G Ground Launched Cruise Missile）。截至2005年，美國空軍在英國拉肯希斯皇家空軍基地（RAF Lakenheath）保存了約110枚供F-15E打擊鷹式戰鬥轟炸機使用的B-61戰術核子彈。
從冷戰時期開始，英國軍方便隨時安排至少1艘核潛艇執行戰鬥任務，另外1艘進行例行性的整修、2艘則在港口待命或者進行演習訓練；由此英國在軍事戰略層面獲得一定的嚇阻效果，同時也能夠作為一種能及時運用的戰術性核武器（Tactical nuclear weapon）來加以應用，不過當英國軍方決定要投入核武器的話仍必須要先取得英國首相的授權。據估計，英國共擁有225枚核武器，其中隨時安排於彈道飛彈潛艇準備投入作戰的核彈頭約有160個，但是英國政府始終不宣布其核武器存備量的準確數字。今日英國政府並沒有積極策劃擴大核武器應用的方式，而核武器製備公司原子武器研究機構則將核武器研究的重心放在新型彈頭的設計上。2006年12月4日，英國首相東尼·布萊爾表示計劃於2007年至2024年期間開始更換核武器的作戰系統。2007年3月，英国议会投票表示願意提供200億英鎊的預算來替換核子潛艇其核武器投射系統。2008年7月《衛報》的報導稱，英國決定先花費30億英鎊以取代並升級現有的核武器彈頭儲備，將核子彈頭的壽命延長至2055年。

### 法國

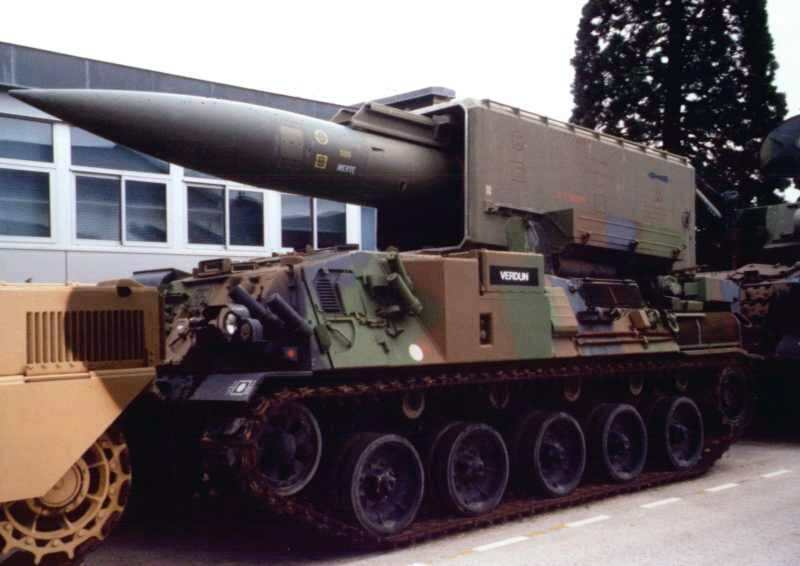
1970年代到1980年代期間，法國基於AMX-30坦克底盤所研發的普魯東導彈（Pluton）

早在第二次世界大戰爆發前，法國科學家亨利·貝克勒、皮埃爾·居禮以及瑪麗·居禮便針對鈾的放射能進行詳細研究。第二次世界大戰爆發後法國加速展開核武器的研究計劃，但德國佔領法國後這批研究人員紛紛流亡海外，直到戰爭結束後重新開始研究相關技術的商業應用。1948年法國已經擁有核反應爐，隔年興建了可以生產鈽元素的反應爐，不過一開始法國政府並沒有計劃研發自己的核武器，而是希望能夠與美國就核武器使用上進行合作，直到1952年才開始大量興建核電工程並開展原子核物理學的研究。1954年法越戰爭戰敗和1956年第二次中東戰爭結束後，法國軍方高層認為發展可獨自運用的核武器才能解決與蘇聯和其他自由世界國家的緊張外交關係，讓法國繼續保持與英國同等的大國地位。原本法蘭西第四共和國計劃與義大利和德國締結戰略軍事同盟以維持自己的勢力，但是夏爾·戴高樂在1950年代到1960年代期間主張法國自行推動核武器發展，希望藉此能讓法國不須捲入北大西洋公約組織所可能必須參與的軍事衝突，在北約組織的核武器政策外擁有獨自的嚇阻能力，進而擴展自身於冷戰時期的外交以及軍事實力。
法蘭西第四共和國總理费利克斯·加亚尔和法國總統勒內·科蒂同意核武器發展後，法國在1957年於阿爾及利亞開始建設有關核試驗的地面工程建築，由曾參與曼哈頓計劃的皮埃爾·瑪麗·加盧瓦（Pierre Marie Gallois）負責整個核武器的研發計劃，並且與以色列就核武器研究上相互合作。1960年2月13日，法國基於自己在核武器領域的研究結果以及參考美國核武轟炸的形式，在撒哈拉沙漠的軍事基地展開藍色跳鼠核試驗，成功引爆自己第一枚可以直接軍事應用的核武器，成為世界上第四個擁有核武器的國家。由於作為殖民地的阿爾及利亞宣告獨立，法國在1963年將核測試所需的設施移往太平洋上法屬玻里尼西亞的方加陶法環礁與穆魯羅阿環礁。1968年8月24日，法國於方加陶法環礁上試爆了自己第一枚氫彈老人星（Canopus），這也是法國歷史上最強大的爆炸性武器。為了能夠超越蘇聯、美國以及英國的核武器技術，法國在1963年時拒絕簽署《部分禁止核試驗條約》來讓自己能進一步展開更多核測試，並陸續展開近210次的核測試任務且發展自己的短程和中程飛彈。1990年代在穆魯羅阿環礁的核試驗引起許多大規模的示威抗議行動，甚至發生1985年綠色和平的彩虹勇士號遭到法國特工人員襲擊沉沒。一直到1995年12月28日法國簽署《全面禁止核試驗條約》，並於1998年4月6日由法國國民議會正式批准後才完全停止有關核武器測試這一部分。冷戰結束後法國在1992年簽署了《不擴散核武器條約》，開始削減核武器的庫存數量。
冷戰期間法國成功發展出「核三角」架構，但在1996年撤除所有於陸地上發射導彈的設備後，今日法國主要是以核子動力潛艇射出潛射彈道飛彈或者疾風戰鬥機發射中程空對地飛彈的雙系統運用模式。今日普遍認為法國軍方大約擁有300多枚核武器，其中有175枚核彈頭隨時準備在取得法國總統授權後便投入作戰，這也讓法國成為世界上核武器數量排名第三的國家。法國也開始不斷對自身核武器進行現代化改裝，並藉由派遣部隊於持久自由行動執行傳統任務來培訓部隊的投射能力。2006年1月，法國前總統雅各·席哈克表示，法國在面臨大規模恐怖襲擊或大規模殺傷性武器的攻擊時擁有能力來對敵方陣營投入核武器進行作戰。

### 中国

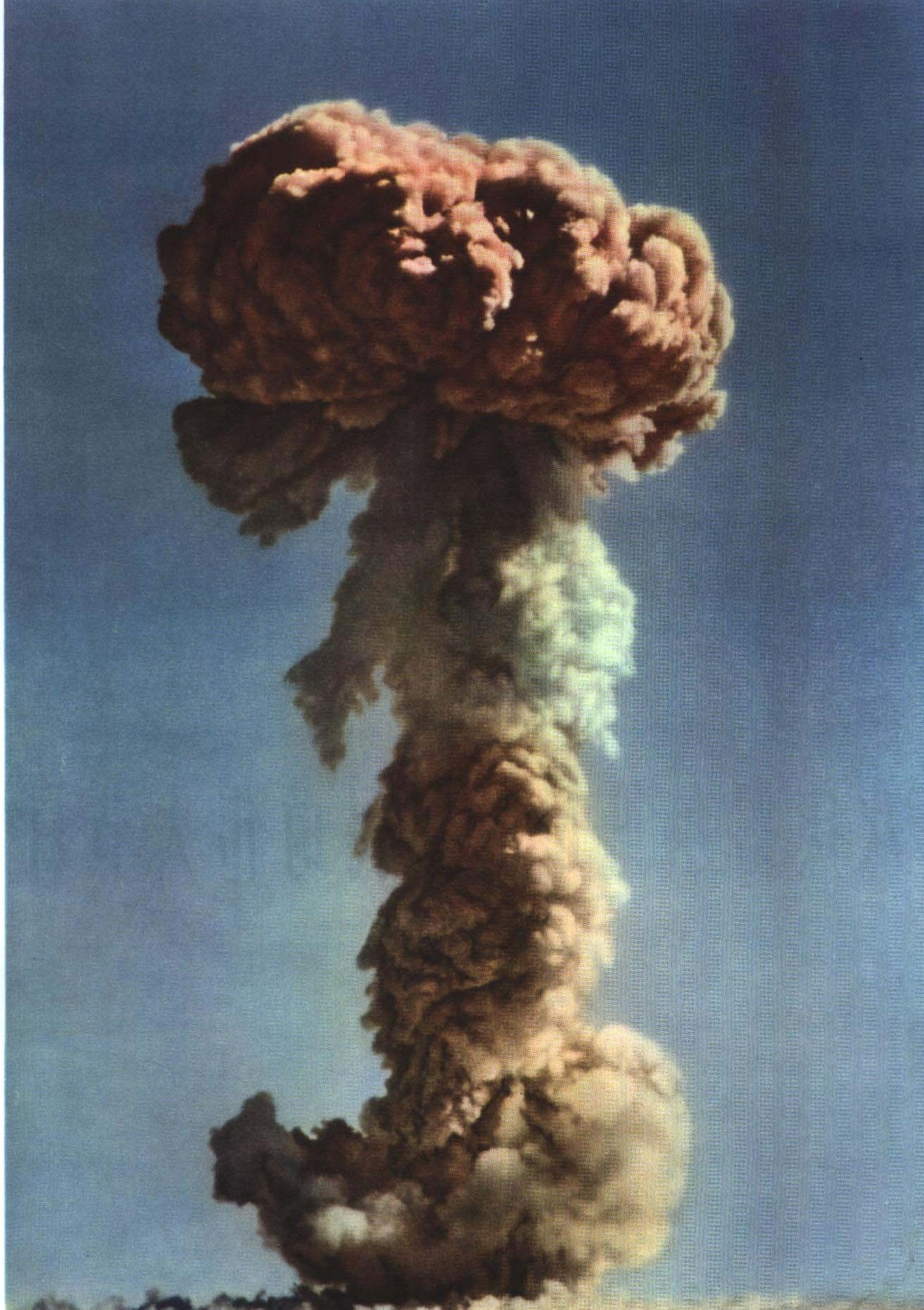
1964年中华人民共和国首次原子弹爆炸成功

為了能夠在冷戰期間抗衡擁有核武器的美國與蘇聯並且將其作為一種嚇阻武器，中華人民共和國早在1953年便開始對核子動力進行研究，1959年6月在新疆維吾爾自治區羅布泊周邊建設實驗基地，邀請曾於美國留學的原子核物理學家朱光亚領導技術團隊開發，也不斷透過蘇聯於1950年開始所提供的相關資料進行研究，在蘇聯援助下開始興建自己的研究反應爐（Research reactor）與相關設備。然而之後中華人民共和國與蘇聯之間的關係漸趨冷淡，1959年6月蘇聯開始停止針對中華人民共和國核武器研發計劃的援助，1960年撤離所有蘇聯的技術協助人員。為此中華人民共和國研發團隊決定發展較為簡單的濃縮鈾炸彈製造技術，但這也意味着有毒核廢燃料和放射性鈽的後續分離處理更為困難。到了1964年10月16日，中華人民共和國成功於羅布泊試驗場的596核子試驗中引爆第一枚核武器，這次核武器試驗大約測得了2.2萬噸爆炸當量的威力。1966年10月27日，中華人民共和國則依照蘇聯製的飛彈樣本另外開發出能夠搭載核彈頭的導彈，1967年6月17日同樣於羅布泊展開的第六號實驗試爆一枚爆炸當量百萬噸級的氫彈，這使得中華人民共和國成為從核裂變武器發展至核聚變武器所花費時間最短的國家，兩彈一星計劃的實現在一定程度上也提高了中華人民共和國的國際地位。
中華人民共和國於1980年10月16日進行最後一次大氣核試驗。中華人民共和國在核武器的小型化技術上獲得極為明顯的改善，但也引起包括考克斯委員會等人士的質疑，認為中華人民共和國暗中收購了美國W88核子彈頭的設計與彈道飛彈的技術。對此中華人民共和國科學家表示中華人民共和國確實在這些領域已經獲得進步，並沒有為了取得一些進展而採取間諜活動。1992年中華人民共和國簽署《不擴散核武器條約》後成為世界公認的擁有核武器之國家，1996年7月29日成功進行一次地底核試驗後，中華人民共和國政府聲明，從7月30日起開始暫停核試驗。中華人民共和國簽訂《全面禁止核試驗條約》後停止有關核武器的試爆任務，在這之間中華人民共和國一共進行了45次的核試驗。1984年國防情報局在報告中指出中華人民共和國大約擁有150枚至160枚核彈頭，1993年美國國家安全委員會提供的資料認為中華人民共和國以60枚到70枚的核彈道導彈作為主要嚇阻能力。
2004年，美國國防部在報告中認為中華人民共和國大約有20枚洲際彈道導彈能夠直接瞄準美國本土，美國科學家聯盟在2009年預估中國人民解放軍大概擁有180枚常備核武器，並且認為到了2020年後中華人民共和國的核彈頭總數可能會威脅到美國本身，甚至可比美國所擁有的核武器還要多2倍左右。
2019年瑞典斯德哥爾摩和平研究所評估中華人民共和國大約擁有290枚核彈頭，不過在資訊嚴格掌控而未曾普遍公開的情況下預測數目從100枚到400枚都有。中華人民共和國外交部稱所有核武器國家之中中國擁有最少的核武器儲存量，這意味著中華人民共和國承認持有的核武器只有和英國相近200枚的水平。
中華人民共和國是目前聯合國常任理事國中唯一宣布核武器安全承諾之國家，其安全承諾包括有不會對無核武器之國家使用核武器、只會維持最低核嚇阻能力。自2005年發表的國防白皮書後在每次發表的白皮書都會重複陳述「不首先使用」的核政策原則。

## 其他國家

### 印度

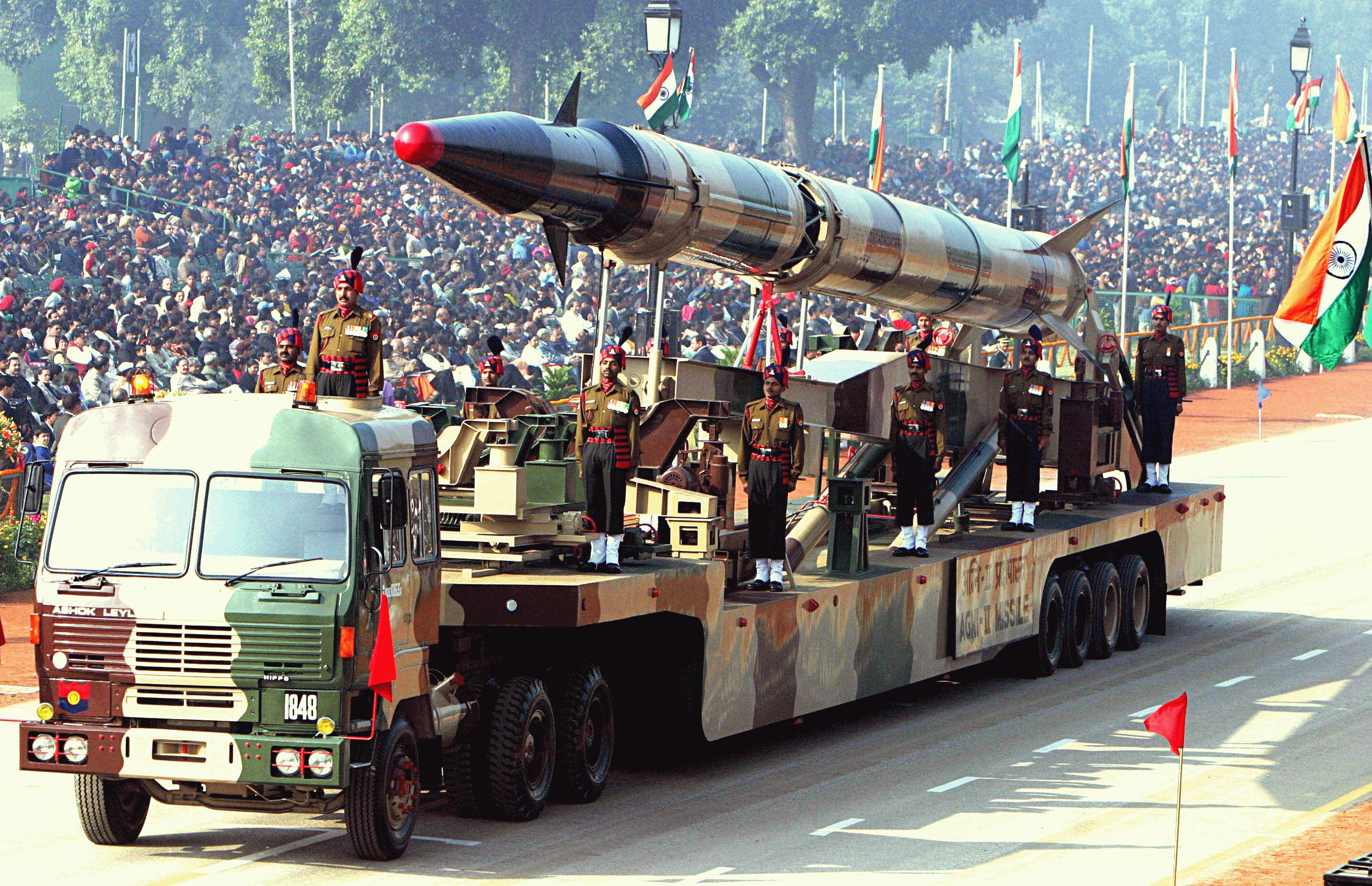
印度於2004年國慶閱兵時展示的烈火-3彈道飛彈公路機動發射車，攝於2004年1月26日新德里

在1960年代，印度政府便發表聲明拒絕簽署《不擴散核武器條約》，表示簽署條約只會顯現核武器擁有國的特殊性，甚至阻礙了其他國家的相關技術於和平用途之發展，也宣稱除非所有國家都願意單方面裁撤自身的核武器，否則印度不會簽署有關國際性的核武器管控條約。印度多次表示，《不擴散核武器條約》一部分仍是各個大國嘗試展開新一波的殖民統治，同時印度也不斷憑藉著自己的技術來發展成核武器國家。
1948年，在科學家霍米·贾汗季·巴巴領導下，印度開始發展自己的核計劃，1956年運作其第一個核反應爐CIRUS。賈瓦哈拉爾·尼赫魯大力支持印度發展核武器以獲取政治和軍事優勢，促使印度在1950年代獲得和平核技術的使用方式。1962年古巴飛彈危機期間，印度就边界問題與中華人民共和國發生邊境衝突，但因被中國人民解放軍打敗而備受國際同情，獲得蘇聯及美國各別的技術支援；同年11月中華人民共和國撤離双方争议地区後，印度仍持續跟蘇聯展開合作關係，1962年印度右翼反對派開始批評尼赫魯的外交和國防政策，同時有關核嚇阻能力的議題也陸續在新聞界和國會爭論。1964年尼赫魯逝世後，繼任的拉爾·巴哈杜爾·夏斯特里繼續支持核武器的發展，新政府的資訊廣播大臣英迪拉·甘地承諾在18個月後進行核試驗，但由於當時印度核計劃尚未發展完全而失敗。之後有關核武器發展與否的爭論仍然持續不斷，反對發展核武器者認為印度應該繼續堅持其和平主義的傳統，而且核武器發展成本過於昂貴；支持者認為印度必須發展自己的核嚇阻能力，以抵禦中華人民共和國的核武器發展計劃或周邊國家取得核武器的威脅。1966年，核武器發展計劃的重要領導人霍米·賈汗季·巴巴逝世，印度的核武器計劃一度暫緩。
1970年，由於和巴基斯坦的衝突，印度核武器計劃開始加速進行，在美國、中華人民共和國和巴基斯坦共同合作的情況下，印度和蘇聯簽署合作協議。印度總理英迪拉·甘地認為必須發展核武器以穩定自身國家的定位，在1972年下令巴巴原子能研究中心（Bhabha Atomic Research Centre）的科學家亦投入核武器的發展，並決定使用CIRUS核反應爐所生產的鈽原料及胖子原子彈的簡化設計以製造核武器。1974年，印度以和平核能爆破（Peaceful nuclear explosions）為名義於塔爾沙漠進行了微笑佛陀核試驗，這是在《不擴散核武器條約》缔结後第一次有其他國家展開核試驗，使得有關民間核技術可能被祕密地開發核武器這一事被廣泛討論，且後來被證明巴基斯坦與伊朗等國家也實際開展核武計劃。
印度祕密發展核武器的作法馬上在國際間引起極大的關注和憤怒，特別是最早以為是要開發核能發電技術而向印度提供CIRUS核反應爐的加拿大等國家。印度發展核武器除了是為了對抗擁有共同邊界的中華人民共和國和巴基斯坦外，同時也期望能藉此成為南亞地區的大國。印度進行核試驗的消息傳開後，印度社會有近90%的人支持，印度政府繼續其核武器與相關技術的發展計劃，從1974年第一次核武器測試到1988年，印度藉由20多次於大氣中進行的和平核能爆破方式來測試能於軍事上應用的核武器技術。
由於技術上的限制，印度一直無法設計出可以長期保存的核武器，一直到1980年代初期才開始存备少量的核彈頭，1989年巴基斯坦開始發展核武計劃後，便計劃建立自己的核武器儲存量。1998年，印度在博克蘭-II核試驗（Pokhran-II）對已經完全武器化的核彈頭裝置進行正式的試爆，並且對外發表已經擁有核武器能力。對於這次核試驗，印度社會普遍給予正面評價，但也促使巴基斯坦於之後進行自己的核武器測試，美國和中華人民共和國則以破壞該地區安全為由實施經濟制裁。
2005年7月，美國總統喬治·沃克·布希與印度總理曼莫漢·辛格宣布雙方將會締結《美印民用核能合作協議》（U.S.–India Civil Nuclear Agreement）並進行一連串合作事項，美國政府表示在印度為「擁有先進核技術的負責任大國」前提下雙方應加強有關技術方面的合作。隨後印度政府宣布計劃於2006年3月將有關其民用以及軍用的核計劃分開，美國國會在2006年12月通過對應法案的設置。同時國際原子能總署批准了印度所提出具體的保障措施協議，允許其他核供應國集團解除對印度的出口限制。最終美國與印度共同簽署《美印民用核能合作協議》條約內容，然而美國國務院仍表示美國不會承認印度為合理擁有核武器的國家，同時依照條約內容如果印度獨自進行核試驗的話將可能會停止所有與印度的合作。同時美國政府表示《美印民用核能合作協議》並不是為了協助印度引進敏感的軍民兩用核技術所存在，而是讓雙方就核技術的設計、架構與操作能夠進行交流，同時每個核供應國也保留權利要求印度解釋之後的核計劃。
印度沒有作出任何有關其核武器數量的官方聲明，在2011年6月時估計印度軍方大約擁有80枚至100枚核彈頭，這數字除了隨時準備投入戰場的核彈頭外也包括尚未組裝的核武器。而過去依照印度所能製造的鈽產量進行估計，印度有能力製備75枚至110核彈頭。有關核武器的製備主要由2010年時關閉的巴巴原子能研究中心負責，透過加拿大所提供的CIRUS以及印度研發的陀魯婆核反應爐（Dhruva reactor）的核廢料經核燃料回收裝置提煉出鈽。根據在1999年時的估計，印度已經從自身的反應爐中成功分離出近4,200公斤的鈽，這足以製備約1,000多枚核彈頭。今日印度主要的核武器投射平台包括短程和中程烈火-3彈道飛彈、軍用機和水面艦艇等，印度計劃在2012年殲敵號核子動力潛艇於印度海軍服役後進行多次的海上試驗，這意味著印度將會有「核三角」之打擊能力。

### 巴基斯坦

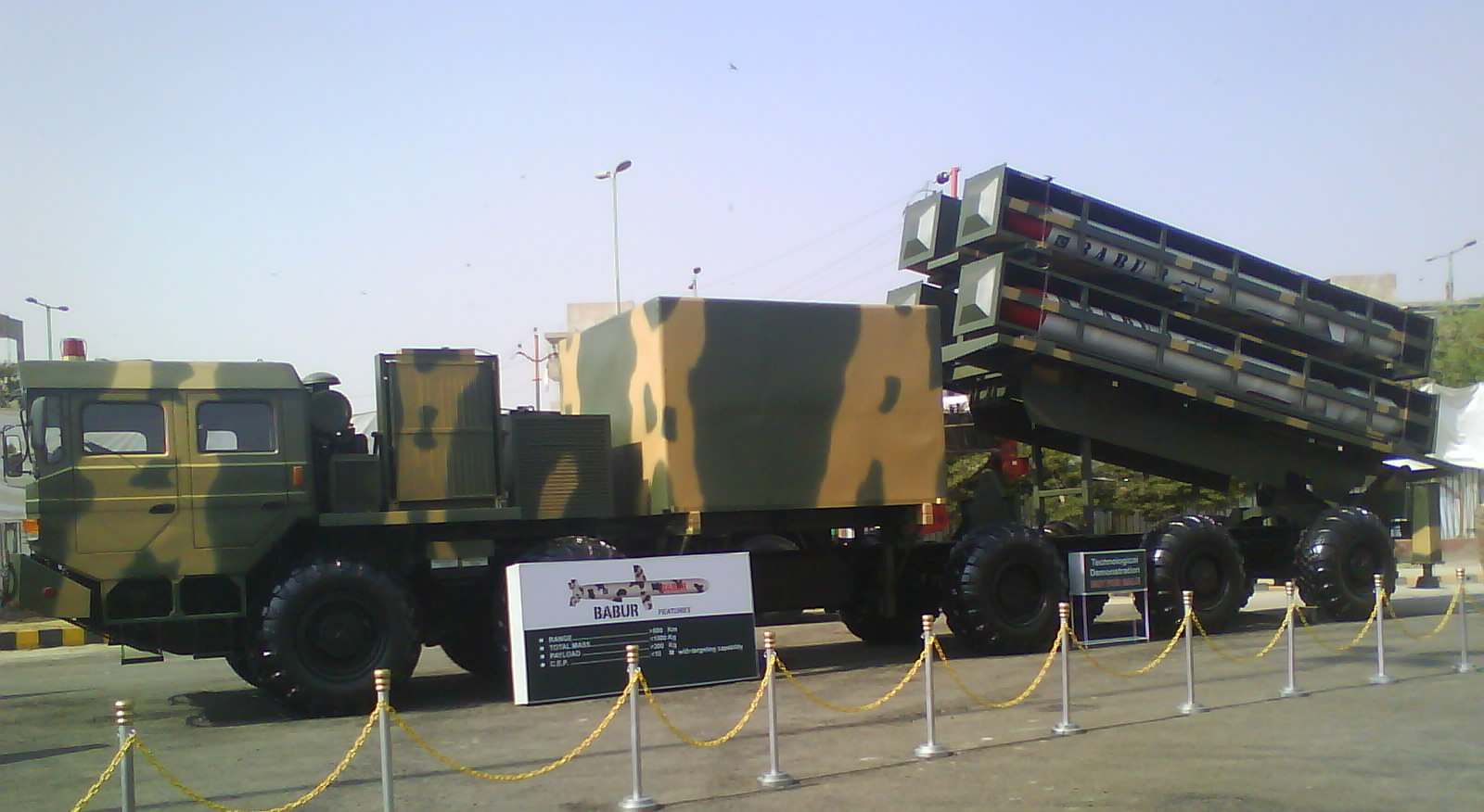
於巴基斯坦國際防禦展覽會暨鑒定研討會（International Defence Exhibition and Seminar）展示的巴卑爾巡弋飛彈（Babur），攝於2009年1月7日。

巴基斯坦並未簽署《不擴散核武器條約》，在受到鄰國印度核武器測試的威脅後巴基斯坦從1970年代中後期開始暗中發展核武器。1970年巴基斯坦在西方國家的設備和原料供應下於喀拉蚩興建了自己的第一座核電廠。1972年1月20日巴基斯坦總理佐勒菲卡爾·阿里·布托於木爾坦召集各個領域的資深學者和工程師開會，宣佈政府將支持巴基斯坦研發核武器技術，對於一些科學家的反彈則指稱巴基斯坦仍需要核武器才能維持國家的生存。在這次會議上佐勒菲卡爾·布托委任穆尼爾·阿莫·罕（Munir Ahmad Khan）以及其領導的巴基斯坦原子能委員會（Pakistan Atomic Energy Commission）負責秘密透過核電相關技術來加以研製核武器。1972年12月，阿卜杜勒·薩拉姆領導的理論物理小組開始將一些科學研究報告提供給核武器研發小組，這意味著巴基斯坦的研發團隊有能力進行更為深入的技術開發。
1974年印度順利完成微笑佛陀核試驗，成為除了聯合國安全理事會5個常任理事國外首個正式展開核武器發展的國家，這讓巴基斯坦對自身研發核武器這一目標更為確定。之後包括阿卜杜勒·卡迪爾·汗等核技術專家也加入核武器的研發團隊，與扎希德·阿里·阿卡巴·汗（Zahid Ali Akbar Khan）一同進行專門研發核武器的706計劃（Project-706），由穆尼爾·阿莫領導的巴基斯坦原子能委員會則負責20個實驗室研究計劃的進行。當時的陸軍參謀長（Chief of Army Staff）穆罕默德·齊亞·哈克對於核武器研發計劃也有所支持，將其視為應對印度在發展核武器的解決方法。法國於1972年時和巴基斯坦展開核原料後續處理的合作，但1974年印度試爆後許多西方國家認為巴基斯坦必定在印度核試驗後嘗試開發自己的核武器，紛紛結束與巴基斯坦合作關係。1986年在美國的壓力下法國也宣告退出合作，這使得巴基斯坦只能夠設法收購西方的核技術資料與部分零件。1990年，美國以認為巴基斯坦於1980年代中期便有能力準備進行核武器測試為由，通過了普雷斯勒修正法案，結束對於巴基斯坦的經濟和軍事援助。
儘管受到美國實施制裁的影響，巴基斯坦仍於1980年代繼續進行核武器的研究，在拉希姆丁·汗（Rahimuddin Khan）的指揮下於查蓋丘陵地（Chagai Hills）建設了相關的實驗設施，其中在1985年到1986年期間順利生產足以製造1枚核武器的鈾原料，並且在1987年和1989年分別獲得引爆核武器的關鍵技術與地面相應設施的興建方法。由於和印度在某種程度上處於敵對關係，中華人民共和國長期以來不斷提供巴基斯坦有關核武器的設計，除了支援巴基斯坦所需要、但無法自行生產的高技術水準的重點元件，甚至還將巴基斯坦所製造的核武器零件運到羅布泊進行核武器測試。最終在1998年印度完成第二次核武器測試博克蘭-II（Pokhran-II）的幾個禮拜後，巴基斯坦在5月28日於俾路支省查蓋縣的拉斯島山（Ras Koh Hills）進行了賈蓋-I核試驗（Chagai-I），成為世界上第七個成功開發並且測試核武器的國家，同时也是伊斯兰国家中第一个拥有核武的国家。1998年5月30日，巴基斯坦在俾路支省卡蘭沙漠（Kharan Desert）進行了第二次也是最後一次賈蓋-II核試驗（Chagai-II）。
1990年代到21世紀初期，巴基斯坦從中華人民共和國與朝鮮民主主義人民共和國分別獲得了導彈的技術以及重要零件，陸續發展出沙欣1（Shaheen-I）、沙欣2（Shaheen-II）和高里型導彈（Ghauri）並且經過多次的導彈測試。其中從巴基斯坦所能生產的可分裂物質推估目前巴基斯坦本身約擁有90枚核彈頭，根據研究報告指稱印度和巴基斯坦如果爆發核戰爭的話可能造成近100萬人死亡，並且間接影響全世界進入核冬天而有1億人因為缺乏食物死亡。2004年，巴基斯坦核武器計劃關鍵人物阿卜杜勒·卡迪爾·汗承認曾將核武器技術秘密在國際黑市上販售，包括朝鮮、伊朗和利比亞都曾經從巴基斯坦購買處理濃縮鈾的氣體離心法技術。但阿卜杜勒·卡迪爾與巴基斯坦總統佩爾韋茲·穆沙拉夫否認了國際原子能總署和許多新聞媒體懷疑巴基斯坦政府或者軍隊也有協助這項交易，而之後他本人則提供了與先前說法相互矛盾的內容。

### 朝鮮民主主義人民共和國

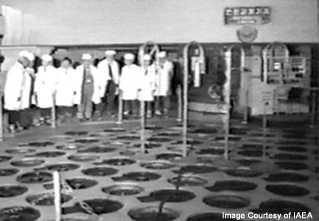
寧邊原子能研究中心的石墨核反應爐其燃料注入孔，由國際原子能總署拍攝

朝鮮民主主義人民共和國於1974年加入國際原子能總署，1985年簽署《不擴散核武器條約》，接受國際原子能總署監督以及多次核武器是否發展之核查。美國從1970年代開始關注朝鮮的核武器發展，1988年下半年美國正式對國際宣稱朝鮮可能正在開發核武器的訊息，隨即引起朝鮮政府的強烈反應和國際社會的廣泛關注。自1989年開始，朝鮮陸續和韓國、日本、美國、俄羅斯和中華人民共和國等進行有關核武器撤除之談判。1993年，朝鮮首次威脅要退出《不擴散核武器條約》。1994年5月30日，聯合國安全理事會提出對朝鮮的核武器發展計劃進行調查並實施制裁。1994年6月美國總統吉米·卡特前往平壤協調後，朝鮮與美國達成限制核武器發展的《朝核問題框架協定》，其中朝鮮必須凍結所有核計劃的進行，並在所有核設施上加裝監控系統且禁止一切相關計劃的重新展開，藉此換取與美國之間的外交互動關係得以正常化，同時美國、日本和韓國應滿足朝鮮將原本石墨慢化核反應爐替換為輕水反應爐，以能夠繼續維持朝鮮自身對於核子動力能源的要求。之後美國指責朝鮮秘密進行濃縮鈾的提煉計劃，並且計劃切斷能源等補助，直到2002年8月有關輕水核反應爐的建設才於平壤奠基準備開工。2002年10月，美國透過偵察機構掌握了朝鮮仍在秘密研製核武器的證據，對朝鮮政府所發布的核計劃提出異議。對此朝鮮政府承認美國的相關指控，隨即引起國際社會對於朝鮮核武器發展的關注。2003年1月30日，朝鮮以美國和韓國所提供的能源計劃與補償措施無法滿足自身能源需求為由，宣布退出《不擴散核武器條約》，對此中華人民共和國積極作出協調，並且於北京舉辦六方會談進行談判。
2005年2月10日，朝鮮公開聲稱擁有核武器的應用技術，引起許多國家對於國家安全問題的反彈並要求朝鮮廢除核武器計劃。由於缺乏相關的核試驗，許多專家懷疑朝鮮政府的說法。同年9月13日召開的第四輪六方會談第二階段會議上，參與國代表一致通過《第四輪六方會談共同聲明》，聲明中朝鮮承諾如果美國願意向朝鮮提供輕水反應爐，朝鮮願意放棄一切核武器與現有核計劃並且重新加入《不擴散核武器條約》；對此美國則表示朝鮮應該先放棄核武器並且遵守《不擴散核武器條約》等安全保障協定，否則任何國家都不應該與朝鮮展開如輕水反應爐等核技術合作。2006年7月5日，朝鮮在無預警情況下發射了大浦洞2號、勞動-1和飛毛腿飛彈等7枚飛彈並且全數落在日本海，日本隨即要求聯合國處理朝鮮導彈試射的問題。2006年10月，朝鮮政府繼續表示由於受到美國等國家的恐嚇，將會進行核試驗來確保國家的地位。2006年10月9日，朝鮮民主主義人民共和國政府發布消息宣佈在咸鏡北道吉州郡順利進行了地下核試驗，美國地質調查局與日本氣象廳地震火山部等機構也在朝鮮檢測出約4.3級的地震。在藉由飛機來對核試驗的設備進行放射性同位素檢測後，絕大多數美國情報官員認為朝鮮的確擁有相關的核武器技術；另一部分人士則表示朝鮮核試驗的核武爆炸當量可能不到幾千噸，而爆炸產生的震度規模小於以往其他國家的初次核試驗，認為可能只有部分測試順利完成。美國、韓國、中華人民共和國、俄羅斯和日本對於這次核測試加以批評。在核試驗的隔天，朝鮮代表朴吉淵表示朝鮮政府正在準備進一步的核武器測試計劃，呼籲美國和朝鮮進行對話以避免爆發核戰爭。聯合國安全理事會在10月14日一致通過關於朝鮮核問題的《聯合國安理會1718號決議》，公開對朝鮮核武器測試表示譴責，要求朝鮮放棄核武器和核計劃、立即無條件重返六方會談以及針對相關領域採取制裁措施。

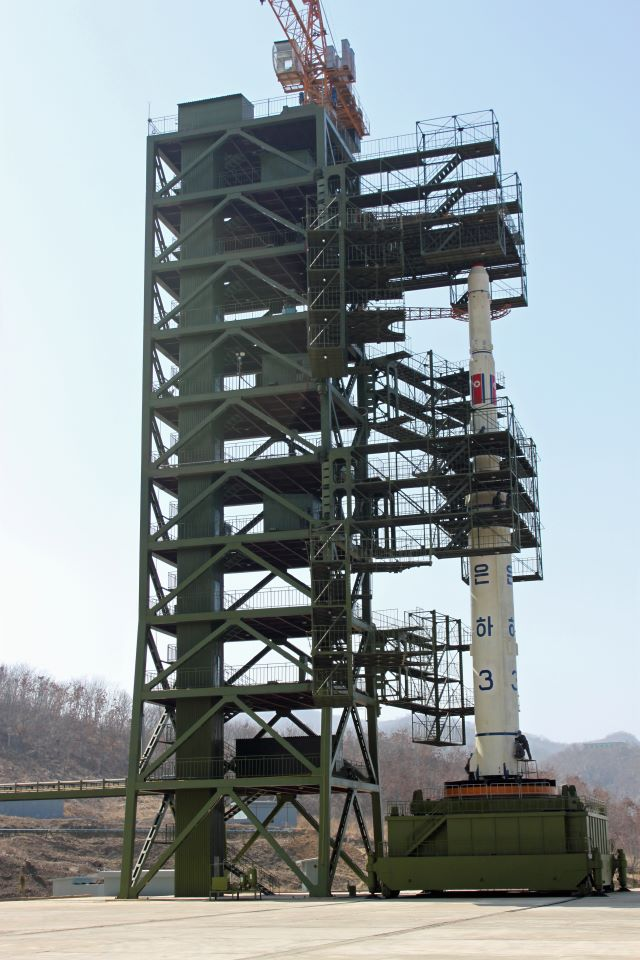
搭載光明星3號的銀河3號運載火箭在花坮郡舞水端里的彈道飛彈發射場準備發射，攝於2012年4月8日

2007年1月6日，朝鮮官方進一步公開證實朝鮮軍方已經擁有核武器。2007年2月13日的六方會談上通過協議，要求朝鮮關閉境內的核設施並交由第三者機構審查，而其他國家應該提供朝鮮必要的經濟援助。朝鮮在2007年7月14日宣布關閉寧邊原子能研究中心的核心反應爐等設施，在隔天接受國際原子能總署監督人員的確認，2008年6月26日向六方會談的代表團提交國內核子計劃以及及核子設施的清單，美國則在同年10月11日將朝鮮從「支持恐怖主義國家」的名單中除名並取消相關的貿易制裁。2009年4月25日，聯合國安理會譴責朝鮮再度進行遠程火箭的發射實驗，隨後朝鮮政府宣布重新啟動核燃料鈽的製造並命令主要核設施內的國際監督人員離境，對此國際原子能總署總幹事穆罕默德·巴拉迪在接受採訪時表示朝鮮已經擁有「完善的」核技術。2009年5月25日，朝鮮政府發布消息表示已經進行了第二次地下核試驗，並且普遍認為引起規模4.7級的地震。儘管官方並沒有提供核武器測試的詳細地點，一般認為是在第一次核測試地點附近、位於金策市東北約75公里處。朝鮮嘗試開發能夠於實際戰場上應用的核武器計劃以及不斷試射彈道飛彈，也導致自身與韓國、美國和日本之間的外交關係漸趨緊張；聯合國於2009年6月12日通過執行針對平壤的制裁措施《聯合國安理會1874號決議》，加強對朝鮮的經濟制裁並授權各國可攔檢運往朝鮮的可疑船隻與貨物。2012年4月，朝鮮在憲法修正案中提及自身為擁有核武器的國家。瑞典研究核輻射的科學家拉斯·艾瑞克·德吉（Lars-Erik De Geer）聲稱在2010年4月中旬和5月11日時，朝鮮極有可能進行2次相當於50噸至200噸的核試驗，但韓國和美國政府認為這說法缺乏可以驗證的地震數據。
2017年9月，中国科学技术大学地震与地球内部物理重点实验室温联星教授课题组在分析地震仪观测记录后，确认朝鲜于2017年9月3日11时30分（当地时间12时）在丰溪里核试验基地进行了一次地下核试验。这次核爆位于北纬41度17分53.52秒、东经129度4分27.12秒，定位误差为100米，与朝鲜之前在2016年9月9日、2016年1月6日、2013年2月12日和2009年5月25日举行的核爆试验位于同一座山下。此次核爆当量为108.3±48.1千吨，创下朝鲜历次核爆的最高纪录。其中，2016年9月9日核爆当量为17.8±5.9千吨，2016年1月6日核爆当量为11.3±4.2千吨，2013年2月12日核爆当量为12.2±3.8千吨，而2009年5月25日核爆当量则为7.0±1.9千吨。报告指出，此次核爆的威力已达到了美国1945年投放在日本长崎的“胖子”原子弹威力的3至7.8倍。
目前普遍認為朝鮮至少擁有6枚核武器的儲備量，且依照其濃縮鈾的使用計劃將在2015年時將核武器儲存提高至48枚之譜。朝鮮相關的核武器應用技術可能是由巴基斯坦、中華人民共和國或者是俄羅斯轉手提供，並且參考冷戰期間從埃及取得的飛毛腿飛彈。同時官方也宣稱已經擁有與現有核武器相應的投射技術，朝鮮軍方正在發展如大浦洞2號飛彈這類能夠搭乘核彈頭飛抵美國西岸的洲際彈道飛彈，也希望能夠發展出車載的中程或者遠程彈道飛彈。儘管國際社會陸續對於朝鮮的核試驗進行制裁或談判，但是包括金正日和繼承人金正恩都不曾宣布放棄核武器的發展，一些分析家認為朝鮮政府是希望透過威脅的方式來換取國家的安全保障與經濟上面的援助。例如在2012年2月29日時，朝鮮宣布暫停有關濃縮鈾的提煉作業以及試射遠程彈道飛彈，並且允許國際監督人員掌握在其主要核設施的操作流程；對此美國總統巴拉克·歐巴馬則表示如果朝鮮願意做出更多讓步並且確實實現承諾後，美國政府也會願意提供人道主義援助給朝鮮地區。2012年12月朝鮮成功進行衛星火箭試射後，許多外國媒體認為朝鮮政府趁機發展導彈。
2017年9月3日，朝鲜军方在丰溪里核试验场进行了一次核试验，之后朝鲜中央电视台对外发布声明，宣称朝鲜进行了一次氢弹试验并取得完全成功，外界普遍认为此次朝鲜核试验爆炸当量在5万到10万吨TNT之间。
2018年4月20日，朝鲜官方宣布停止核试验并关闭丰溪里核试验场，之后朝鲜政府邀请了来自中華人民共和國、俄罗斯、美国、英国和韩国的记者出席关闭核试验场仪式，并在5月24日爆破拆除了核试验设施。

### 以色列

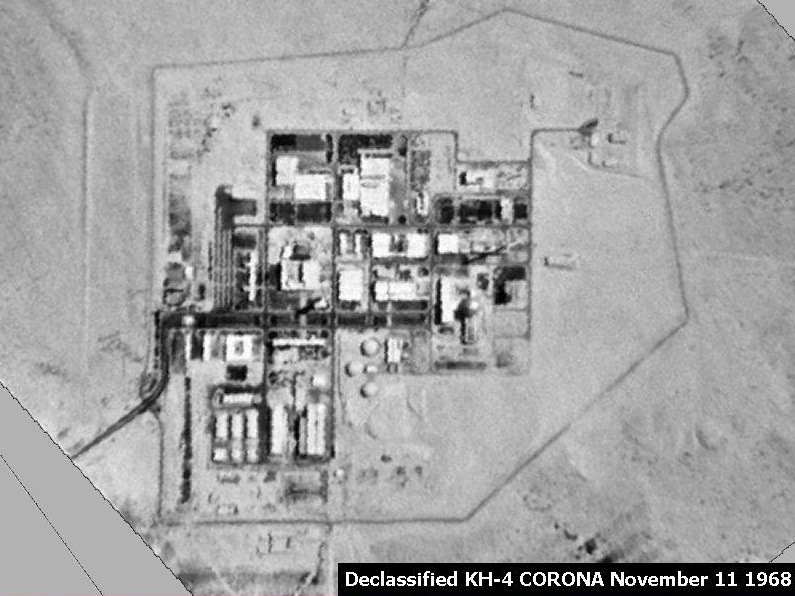
美國偵察衛星科羅娜於迪莫納上空所拍攝的內蓋夫核子研究中心，攝於1968年11月11日

以色列被廣泛認為是世界上第六個發展核武器的國家，估計自從1967年以來便可能開始進行核武器的研發工作，還是全球唯一擁有核武但不使用核電的國家，國際原子能總署總幹事穆罕默德·巴拉迪也公開表示自己認為以色列為擁有核武器之國家。以色列没有簽署《不擴散核武器條約》，以色列既未承认也未否认过拥有核武器 ，而是不断重申“以色列不会在中东地区首先引入核武器”。藉由「核不透明」的方式，以色列反而以最小的政治成本換取到一定的嚇阻能力。1968年伊扎克·拉賓透過以色列駐美國大使向美國國務院明確表示以色列不會是「第一個將核武器引入中東地區的國家」，但是在就所引入的核武器定義上並不包括未經公開或者未經測試的設備。這意味著以色列政府在政策上並沒有提及是否不會使用核武器這類問題，甚至還允許在未經測試或者未經公開的情形下擁有核武器。
早在1948年以色列發表《以色列獨立宣言》成立後不久，以色列總理戴維·本-古里安便於1949年開始推動核計劃，之後在法國支持下秘密興建自己的核反應爐和核燃料回收裝置，於1950年代末期開始在核領域上進行大量研究。儘管以色列政府沒有公開證實，絕大多數分析家認為以色列自1960年代末期便開始進行核武器的研究工程。其中有大量證據表明以色列擁有核武器或者與擁有隨時準備製造核武器的能力，並且推測1966年11月2日以色列便開始進行小規模的核武器測試。1979年9月22日，美國所發射負責執行監測核試驗的衛星船帆座（Vela）在印度洋發現疑似核爆炸之閃光。1980年7月，由吉米·卡特政府組織、麻省理工學院的傑克·魯伊納（Jack Ruina）領導之調查團隊在分析卫星探測的數據後表示並非核爆炸，但一些軍事情報來源則指稱核試驗秘密研究小組認為有90%的機率是核試驗進行。包括西莫·赫許在內的一些人士則進一步猜測可能是以色列與南非共同在印度洋進行第三次的核武器試驗，並且指稱印度、以色列和南非的軍事與核專家亦搭乘2艘以色列國防軍的軍艦前往視察。

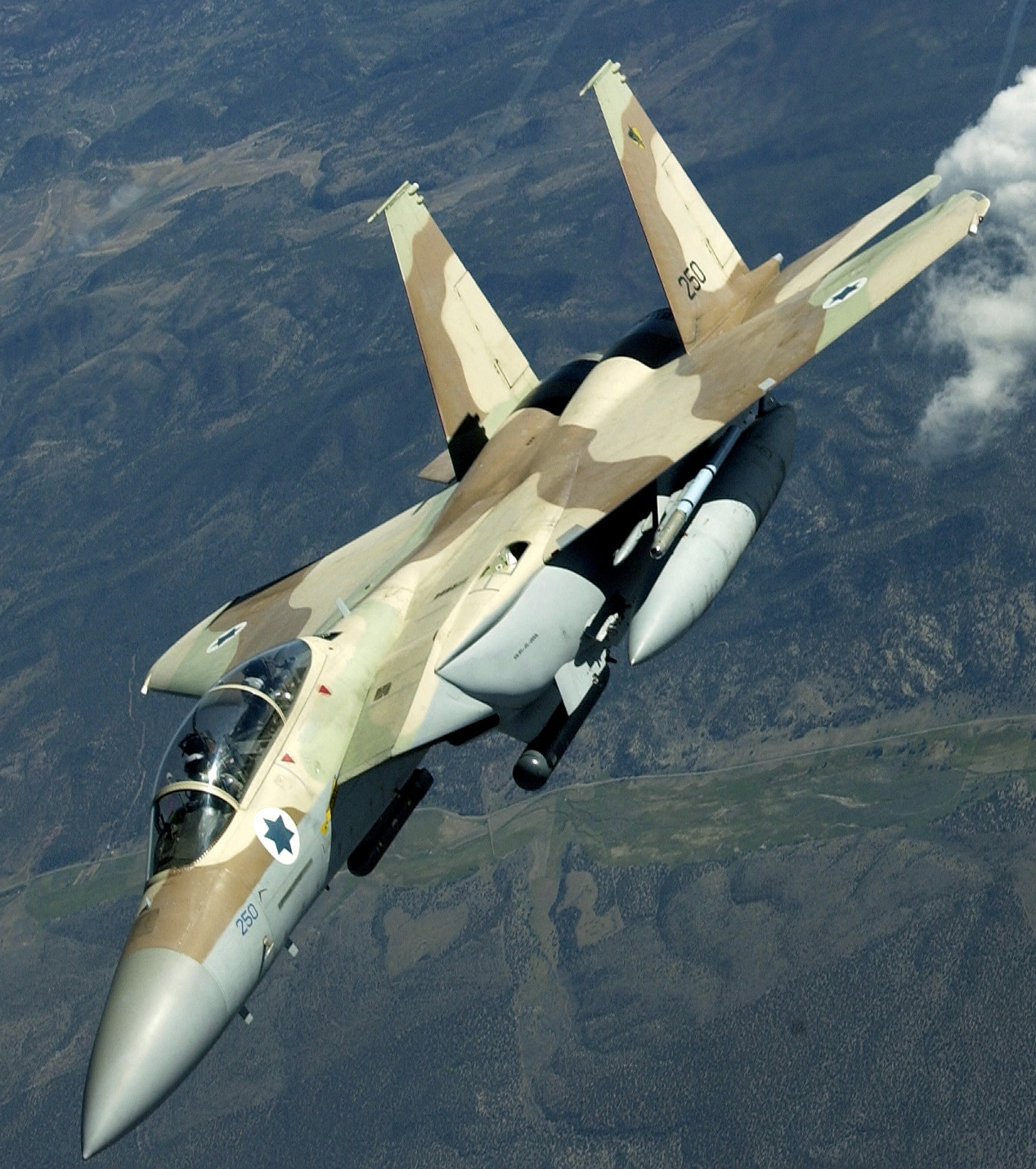
以色列空軍的F-15鷹式戰鬥機在經過修改後便可以搭載核武器，攝於2004年8月25日

以色列聲稱位於迪莫納南部的內蓋夫核子研究中心是一个「研究用反應爐」，其目的是促進核子動力的基本科學與應用之研究，但至今該機構並没有刊登任何相關的科學研究報告。1986年，曾在研究中心受僱工作9年之久、負責武器生產所需的放射性物質提取和熱核武器裝置之實驗模型的工程師莫迪凱·瓦努努向英國媒體《星期日泰晤士報》揭露了該研究中心有關核研究的資料，並且提供一些明確有關核武器重點設備的設備細節與設計圖稿。瓦努努也提供包括藉由鋰的同位素能夠激發氚而製成助爆型裂變武器（Boosted fission weapon）的資訊，以及有關的如何影響鈽的生產效率所需要的詳細描述。瓦努努所提供證據在經由一些資深技術專家審核後認為以色列的核武器發展計劃已經漸趨成熟，並且引起埃及等鄰國政府開始就核武器議題進行探討。瓦努努隨後被以色列情報及特殊使命局綁架，以叛國罪和進行間諜活動為由被捕入獄並且判處有期徒刑18年。在《奧斯陸協議》生效幾年後，1998年以色列總理希蒙·佩雷斯公開表示希望以色列發展核技術時不會發生如廣島市的情況，這其中核技術便被普遍認為和核武器發展或者是迪莫納的核反應爐建設有關。2006年，以色列總理埃胡德·歐麥特則在文件中提到有關以色列擁有核武器一事。
一些分析師認為就實戰觀點而言，以色列在核武器的使用上受到戰場幅員不大而不適合大規模毀滅性武器的投入、國家邊境的敵人規模並不龐大以及巴勒斯坦伊斯蘭聖戰組織可能會介入等限制，對核武器十分謹慎，甚至有專家指稱核試驗則是透過電腦模擬運算以及常規炸藥測試為主。一些報告則指稱以色列是繼美國、俄羅斯、中華人民共和國後第四個發展出核三角投射平臺架構的國家，其中以色列國防軍能夠迅速為核武器準備包括60枚已經配備核彈頭的杰里科洲際彈道導彈、搭載核炸彈或核飛彈的F-15鷹式戰鬥機與F-16戰隼戰鬥機、或者是海豚級潛艇等等作為投射平臺。據俄羅斯對外情報局估計，1970年至1980年其間以色列應該秘密地生產大約20枚的核武器。2004年，美國國防部依據以色列所擁有可以生產核武器的原料量，推測以色列可能已經擁有82枚核武器可以投入使用。根據美國自然資源保護協會（Natural Resources Defense Council）以及美國科學家聯盟的統計，以色列現今所擁有的核武器存備量大約擴展到75枚至200枚左右。2008年5月，前美國總統吉米·卡特表示：「以色列擁有150枚或者更多枚的核彈頭。」儘管面對龐大的國際壓力，以色列政府仍然拒絕簽署《不擴散核武器條約》，表示這違背以色列自身的國家安全利益。

## 共有核武器

### 北大西洋公约组织

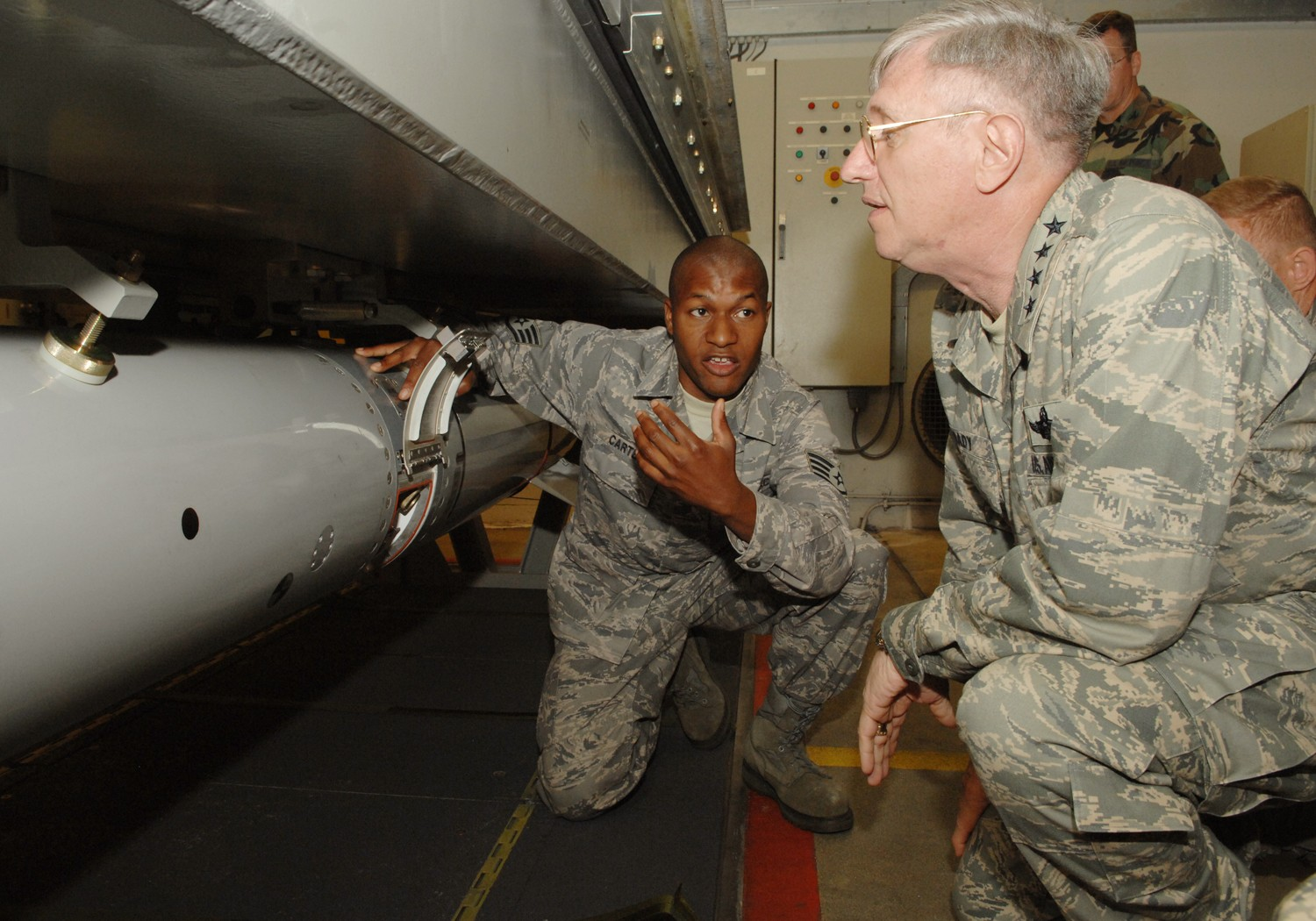
美國駐歐空軍司令羅杰·布雷迪（Roger A. Brady）視察沃爾克爾空軍基地（Volkel Air Base）其荷蘭皇家空軍的F-16戰鬥機所搭載B-61戰術核子彈作業，攝於2008年6月11日

北大西洋公約組織中主要擁有核武器的國家分別為英國、法國與美國，但只有美國經由共有核武器政策提供核武器給其他沒有自己研發核武器的成員國。共有核武器政策的目的是增加北約組織的核武嚇阻能力，計劃由美國先為非美國製造的戰機提供美國的核炸彈以及相對應的裝備，之後由其他北約國家提供戰機、需要的技術裝備、飛行員以及其他「非核心的」工作人員。截至2018年11月，包括比利時、德國、荷蘭、土耳其與義大利等北約國家都透過共有核武器政策來部署和儲存核武器，不過分別在1984年與2001年時曾加入美國核武器部署計劃的加拿大和希臘則宣告退出合作。1992年，英國也獲得了包括核火砲（Nuclear artillery）、MGM-52長矛飛彈（MGM-52 Lance）等美製戰術核武器，主要將這些裝備與自身核武器結合並且部署在德國境內。2008年初，美军将所有部署在英国境内的核武器秘密撤出。
過去共有核武器政策的投射工具並不僅限於炸彈方面，例如希臘曾以MIM-14勝利女神-力士飛彈與A-7海盜二式攻擊機作為投射平臺，加拿大則採用CIM-10飛彈、MGR-1誠實約翰飛彈（MGR-1 Honest John）、AIR-2精靈空對空核彈（AIR-2 Genie）以及可掛載戰術核炸彈的CF-104星式戰鬥機（Canadair CF-104 Starfighter），義大利和土耳其空軍部隊與美國共同使用PGM-19木星（PGM-19 Jupiter）中程彈道飛彈，英國皇家空軍則引入PGM-17雷神（PGM-17 Thor）中程彈道導彈作為部署平臺。此外在共有核武器政策之擴展多邊核力量計劃（Multilateral Force）中則邀請北約各成員國的水面艦艇配備有UGM-27北極星飛彈，英國也購買了北極星飛彈並且安裝自己生產的核武器彈頭，不過最終這一裝備北約水面艦艇的計劃遭到廢除。蘇聯解體後，北約成員开始將核武器共用的投射平臺轉為能夠由戰機投射的戰術核彈。截至2005年，預估美國在歐洲所提供的480枚各式核武器之中，有將近180多枚的B-61戰術核子彈處於備戰狀態。這些核武器存放於由美國空軍武器儲存暨安全系統（Weapons Storage and Security System）管理的加固飛機掩體（Hardened aircraft shelter）中，其中又以德國靠近盧森堡邊境的比歇爾核武器基地最為龐大，該基地擁有11個加固飛機掩體並且配備有44枚核武器，其中便有20枚B-61戰術核子彈是規劃由德國空軍部隊進行核武器投射之用。
參與共有核武器政策的成員會就核武器在領土的儲存上進行多次磋商，並且在有關核武器的決策下達上是採取共同決定的方式。在和平時期，有關核武器的安全部分主要由美國陸軍轄下部隊負責，佈署於無核武器國家的核武器之儲存以及引爆所需之代碼由美國掌管，關於核武器的保養以及管理由部署於北約各個主要作戰基地的美國空軍以及合作國的武裝力量共同負責。而如果戰爭爆發的話，核武器則會安裝在參與國家的F-16戰隼戰鬥機或者是龍捲風戰鬥轟炸機下準備進行投射，但是有關核武器啟用的代碼仍由美國政府控制。不結盟運動成員曾呼籲所有國家「應該避免任何以軍事目的為主的任何形式安排的共有核武器作法」，同時這項作法也可能違反了《不擴散核武器條約》第一條中所提到的「不允許核武器擁有之國家直接或者間接地將核武器轉讓給他國」。北約組織則認為共有核武器政策與《不擴散核武器條約》並不衝突，因為「部署在歐洲的美國核武器其唯一固定且完整的保管和控制權仍然是美國所擁有」。在某種程度上來看，有其他非核武器的北約成員協助處理核武器管理的平時作業，以及將部分戰機改造成適合美製核武器都有可能涉嫌一些核武器技術轉移的疑慮，同時這些非核武國家也因為共有核武器政策而具有進行核戰爭的能力。在1968年商討《不擴散核武器條約》進行談判時，有關北約組織部分國家擁有核武器部分仍是處於保密狀態，包括蘇聯等一些知道共有核武器協議的國家代表也不將其納入考量的因素之一，這使得許多簽署《不擴散核武器條約》的國家也不知道有相關協定的存在。

### 俄白聯盟
俄白聯盟中擁有核武器的國家只有俄羅斯。2022年俄羅斯入侵烏克蘭，白俄羅斯作為俄羅斯的盟友，支持俄羅斯的入侵，其後兩國開始商討在白俄部署核武。
2023年3月26日，俄羅斯總統普京正式宣布在白俄羅斯部署核武。
2023年5月25日，俄羅斯國防部長紹伊古與白俄羅斯國防部長赫列寧於白俄羅斯首都明斯克簽署軍事協議，使俄羅斯能夠將自身的核武器存放在白俄羅斯領土的特殊儲存設施中。
2023年5月26日，白俄羅斯總統盧卡申科表示普京已簽署命令，戰術核武正在運送至白俄。而白俄羅斯高層官員則表示，西方國家令白俄別無選擇，只好在境內部署俄羅斯的戰術核武，更指1991年蘇聯解體後撤回戰術核武是合乎邏輯的，因為當時美國提供了安全保證，並且也沒實施制裁，但現在一切已經改變。
2023年5月28日，白俄羅斯總統盧卡申科表示，如果有其他國家想要加入俄羅斯與白俄羅斯聯盟，他可以保證「每個國家都可以得到核武器」，更邀請哈薩克加入，但遭到拒絕。
2023年6月9日，俄羅斯總統普京表示，特殊儲存設施將於7月7日到8日備妥，介時將開始在白俄羅斯部署戰術核武。
2023年6月13日，白俄羅斯總統盧卡申科表示，俄羅斯戰術核武將於「數天內」在白俄領土完成部署，且如有需要，白俄也有相關設施可部署遠程飛彈。其後一天，盧卡申科表示，已開始接收俄羅斯的戰術核武，其中有一部分的威力比美國1945年在日本廣島、長崎投放的原子彈還強大3倍。
2023年6月16日，俄羅斯總統普京證實，已在白俄羅斯部署「戰術核武」，提醒西方國家無法讓俄羅斯蒙受戰略失敗，並警告勿再武裝或援助烏克蘭。
有關部署是白俄羅斯自蘇聯解體放棄核武以來，重新獲得核武，亦是自蘇聯解體以來，俄羅斯首次在境外部署核武。

## 曾經擁有

### 南非

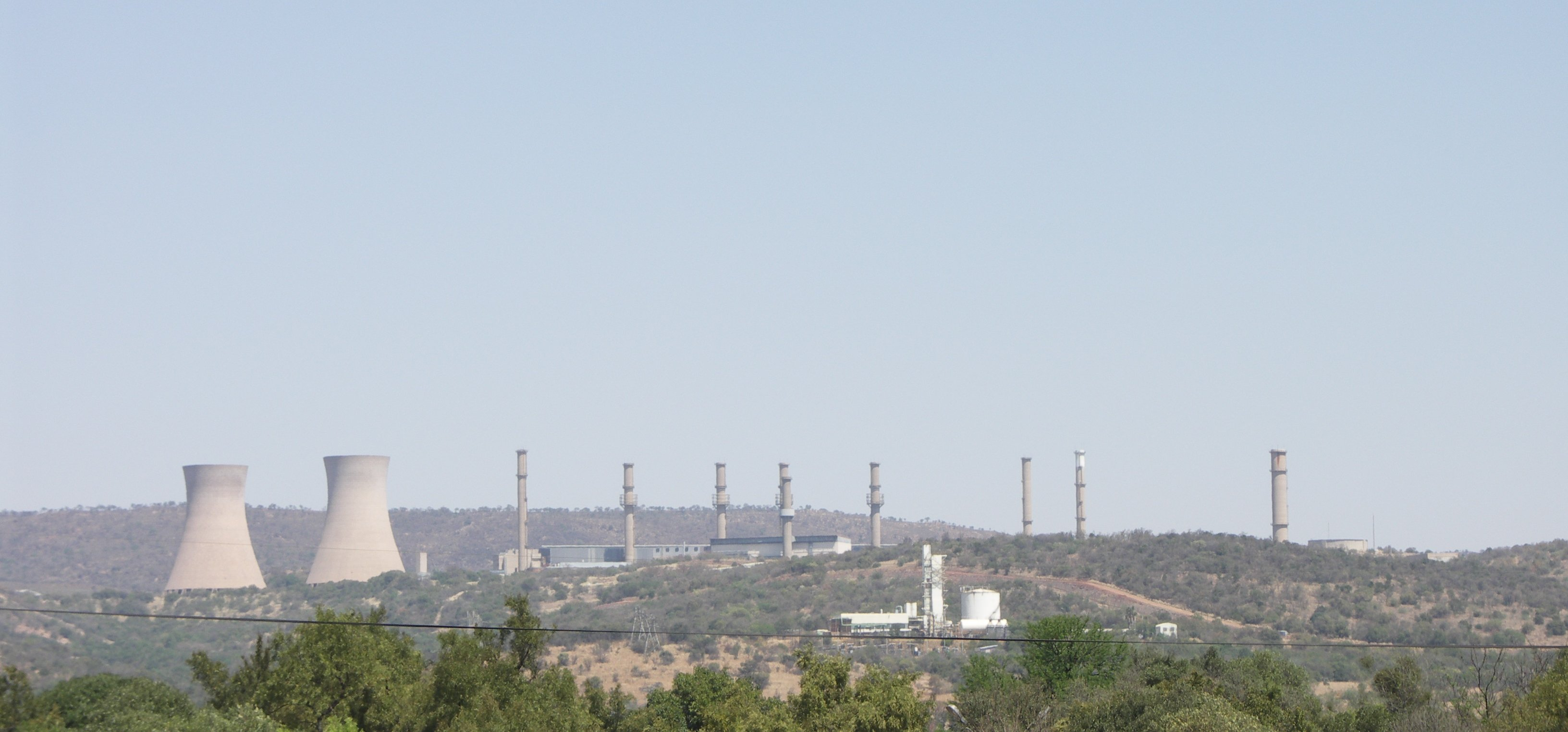
南非的佩林達巴核電廠，攝於2006年9月23日

南非早在1948年便開始嘗試發展自己的核武器，聘請南非核能公司（South African Nuclear Energy Corporation）負責監督境內鈾礦採掘（Uranium mining）與工業貿易量。1957年，南非與美國簽署了長達50年的合作條約，依據美國所制定的原子和平（Atoms for Peace）政策來發展自己的核技術。締結條約之後，南非收購了1座研究用反應爐以及相應使用量的濃縮鈾來興建佩林達巴核電廠（Pelindaba）。1965年，美國艾利斯-查默斯（Allis-Chalmers）提供了20兆瓦的研究用核反應爐SAFARI-1以及90%高濃度的鈾燃料給南非。之後南非嘗試獲得自行生產鈽的能力而決定興建自己的核反應爐，1967年，南非在佩林達巴核電廠建設了次臨界反應爐（Subcritical reactor）SAFARI-2，將所製造的濃縮鈾產物以及重水與美國分享。原本SAFARI-2是計劃將重水與天然鈾（Natural uranium）作為主要材料，並且以熔融鈉作為和反應爐的冷卻裝置。1967年南非政府決定投入資源往更容易發展的濃縮鈾計劃，使得SAFARI-2的鈽製備計劃遭到廢棄。南非國內也開始大规模進行鈾礦的開採，藉由技術方式來生產足以製造武器等級的原料。
南非被認為曾經嘗試與中華民國和以色列等合作以進行核武器製造，其中包括在以色列的技術援助架構出其第一個核裝置。1969年，南非資深科學家與巴基斯坦核工程師蘇爾坦·巴希魯丁·馬赫默德在英國伯明罕大學會見，就如何進行核研究和鈾濃縮實驗進行討論。這批於伯明罕大學進行實驗的南非和巴基斯坦的科學家最終研究出所謂的氣體離心法技術，於1970年時分別引進自己國家的核武器發展。南非自行發展的核技術以及原本美國政府所提供的資源，南非政府在1971年向採礦業業者發佈了相關訊息，1977年於喀拉哈里沙漠上建設了爆炸測試裝置。南非於1980年代時開始生產自行研發的槍式核分裂武器，開始籌畫自己作為嚇阻使用的核武器存備量。1979年9月22日於印度洋所發現有疑似進行核武器測試的跡象，常被認為是南非與以色列共同展開核武器測試。蘇聯間諜阿列克謝·米哈伊洛維奇·科茲洛夫提供的情報指出，以色列自身缺乏足夠的土地才與南非共同策畫這次核試驗。南非核彈主要由空軍的英國坎培拉轟炸機（English Electric Canberra）以及海盜攻擊機（Blackburn Buccaneer）作為投射平台使用，但在這期間也不斷嘗試發展出相應的洲際彈道飛彈技術。
由於預期南非種族隔離廢除將會在1990年代以前，為了迫使非洲人國民大會改組及解除武裝，也為防南非核技術在白人政府被推倒後因無人管理而可能被新政權出售的疑慮，南非總統弗雷德里克·威廉·戴克拉克於1990年宣佈銷毀當時所擁有存放在比勒陀利亞的7枚核彈，南非成為世界上第一個自願放棄所擁有核武器的國家。銷毀核武器的工作於1993年執行完成，隔年由國際原子能總署加以確認。1991年，南非正式簽署《不擴散核武器條約》。

### 前華約組織成員
冷戰期間，阿爾巴尼亞、羅馬尼亞、保加利亞、捷克斯洛伐克、波蘭、匈牙利以及東德參與華沙條約組織，在蘇聯為主要核武器使用國的情況下各個衛星國都曾部署過核武器。1991年華沙條約組織解散以及蘇聯解體後，只剩下白俄羅斯、哈薩克和烏克蘭等前蘇聯國家繼續擁有核武器，這些國家多決定將自身領土內的核武器轉移給俄羅斯。哈薩克在1995年將從蘇聯所獲得的1,400枚核武器轉交給俄羅斯，白俄羅斯在1996年將領土上原本駐紮有81枚單核彈頭的導彈全數轉移給俄羅斯。烏克蘭在1991年蘇聯解體後獲得了將近5,000多枚戰略核武器，一度成為世界上規模第三大的擁有核武器存備的國家，甚至比英國、中華人民共和國和法國所擁有的核武器總和還要多。1994年3月開始烏克蘭陸續透過鐵路運輸所擁有的核武器到俄羅斯，到1996年6月1日已經出售領土內的所有核武器並且將其轉移到俄羅斯軍方進行拆解，烏克蘭也成為無核武器國家。之後包括白俄羅斯、哈薩克和烏克蘭等國家陸續簽署《不擴散核武器條約》。在2009年12月4日美國和俄羅斯發表的一份聯合聲明中，美國總統巴拉克·歐巴馬和俄羅斯總統德米特里·梅德維傑夫進一步證實烏克蘭、白俄羅斯和哈薩克早在1994年便已經放棄擁有核武器。
2022年2月27日，白俄罗斯修宪公投通过；通过移除《宪法》第18条，白俄罗斯放弃无核国家地位。

## 外部連結
- （英文） Bulletin of the Atomic Scientists（页面存档备份，存于）
- （英文） Nuclear Threat Initiative（页面存档备份，存于）
- （英文） he Nuclear Weapon Archive
- （英文） The Online NewsHour: Tracking Nuclear Proliferation（页面存档备份，存于）
- （英文） U.S. Nuclear Weapons in Europe（页面存档备份，存于）
- （英文） Weapons of Mass Destruction (WMD)（页面存档备份，存于）